# أصيلة

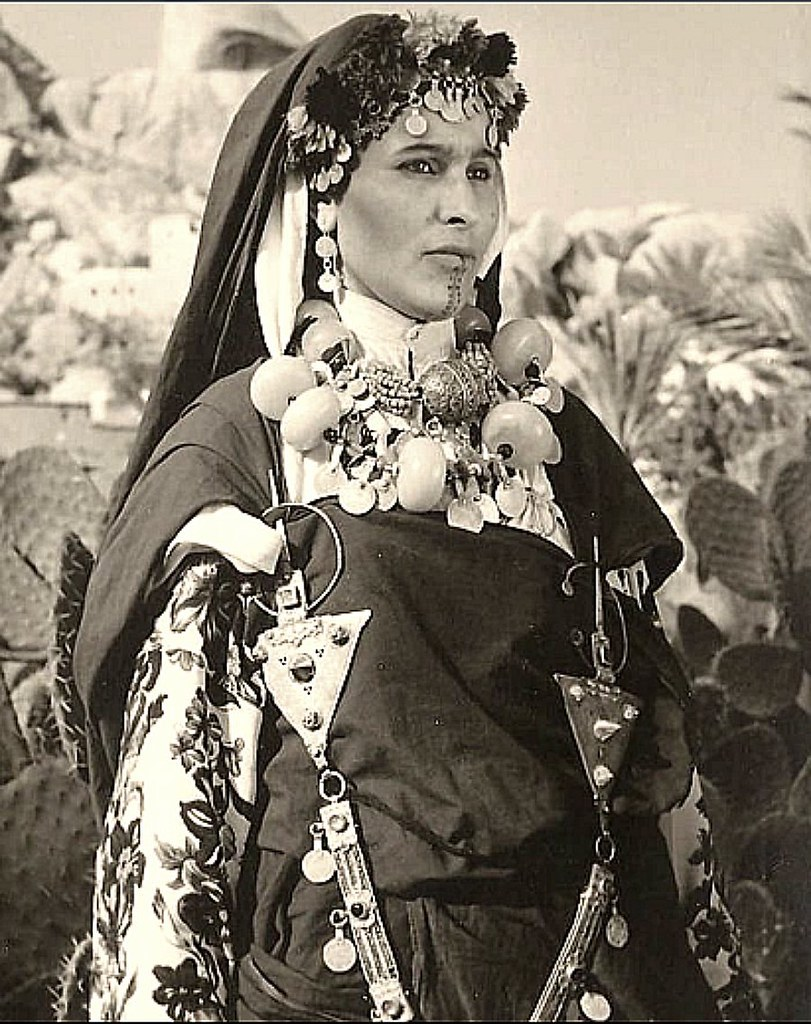
Berber Woman

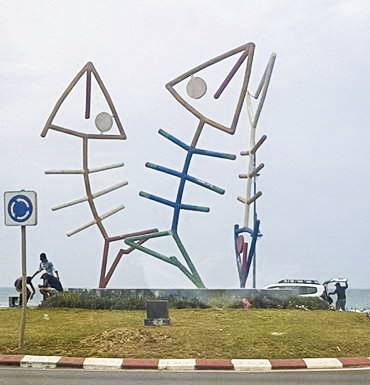
شكل فني في مدينة أصيلة المغرب

مدينة أصيلة أو «أزيلا، أرزيلا، أصيلا» مدينة مغربية تقع على شاطئ المحيط الأطلسي. شهدت على مدى ثلاثة عقود من الزمن، تحولات هامة على مستوى البنيات التحتية والمرافق العمومية وأشكال العمران، واستطاعت أن تتحول إلى قطب ثقافي وسياحي هام. تضم مدينة أصيلة 31.825 نسمة حسب تقديرات سنة 2013، وتعد المدينة مركز إشعاع ثقافي كبير بالمغرب عامة وبمنطقة جبالة خاصة، وذلك لاحتوائها على أكبر معرض فني مفتوح في المغرب يتمثل في أزقة المدينة وأحيائها البيضاء ذات التأثيرات المتوسطية، كما تتميز بالنمط المعماري المغربي الأصيل.

## التسمية
عُرفت المدينة منذ العصور الفينيقية بالإسم الأمازيغي زيليس أو زيلي. لكن بعد الإنشاء الإسلامي الثاني لها، عُرفت باسم أصيلة وهي كلمة عربية، وليس معروفا سبب الشبه بين الإسمين الفينيقي والعربي. خلال الاحتلال البرتغالي أطلق عليها اسم أرزيلا وقد احتفظت المدينة بهذا الاسم حتى بعد الاسترداد الإسلامي سنة 1550، كما تعرف أيضا بتسمية أزيلا وهي تسمية محرفة لكلمة أرزيلا. وينادي أهل منطقة جبالة التي تنتمي إليها المدينة من يقطن بمدينة أصيلة بالزيلاشي.

## تاريخ

### العصور القديمة
يعود تاريخ نشأة مدينة أزيلا / أصيلة إلى أكثر من ألفي سنة، فقد سكنها الأمازيغ ثم الفنيقيين والقرطاجنيين، إلى أن تحولت إلى قلعة رومانية محتلة تحمل اسم «زيليس» على بعد أربعين كيلومتر جنوب «طنجة». معظم الكتابات التاريخية التي تخص الحقبة ما قبل الإسلامية هي كتابات متضاربة وتخلط بين مدينة زيليس (أصيلة) ومدينة زليل (الدشر الجديد) المتواجدة بالجماعة القروية الخلوة والتي تبعد 13 كيلومتر فقط إلى الشرق من مدينة أصيلة وبالتالي يصعب الاعتماد عليها في وضع تاريخ للمدينة في فترة ما قبل الإسلام. [بحاجة لمصدر]

### العصور الإسلامية
مدينة أصيلة لم تكن موجودة إبان الفتح الإسلامي، ومن المحتمل أن تكون قد تدمرت خلال الغزو الوندالي. أما المدينة الحالية فيعود إنشاؤها إلى سنة 229 هجري على يد بعض المرابطين من بربر كثامة وهوارة لمواجهة غزوات الفايكنج البحرية. وكانت المدينة حينئذ عبارة عن مجمعات سكنية محاطة بسور وأبراج للمراقبة. أواخر القرن الثالث الهجري استقبلت المدينة واحدة من أهم الهجرات الأندلسية قبل احتلال غرناطة وهي هجرة أهالي شذونة الذين فروا من بطش الأمير عبد الله بن محمد بن عبد الرحمن الأموي بعد فشل ثورتهم. وقد جعلت هذه الهجرة الجماعية من أصيلة مركزا حضاريا مهما شمال المغرب.[بحاجة لمصدر]

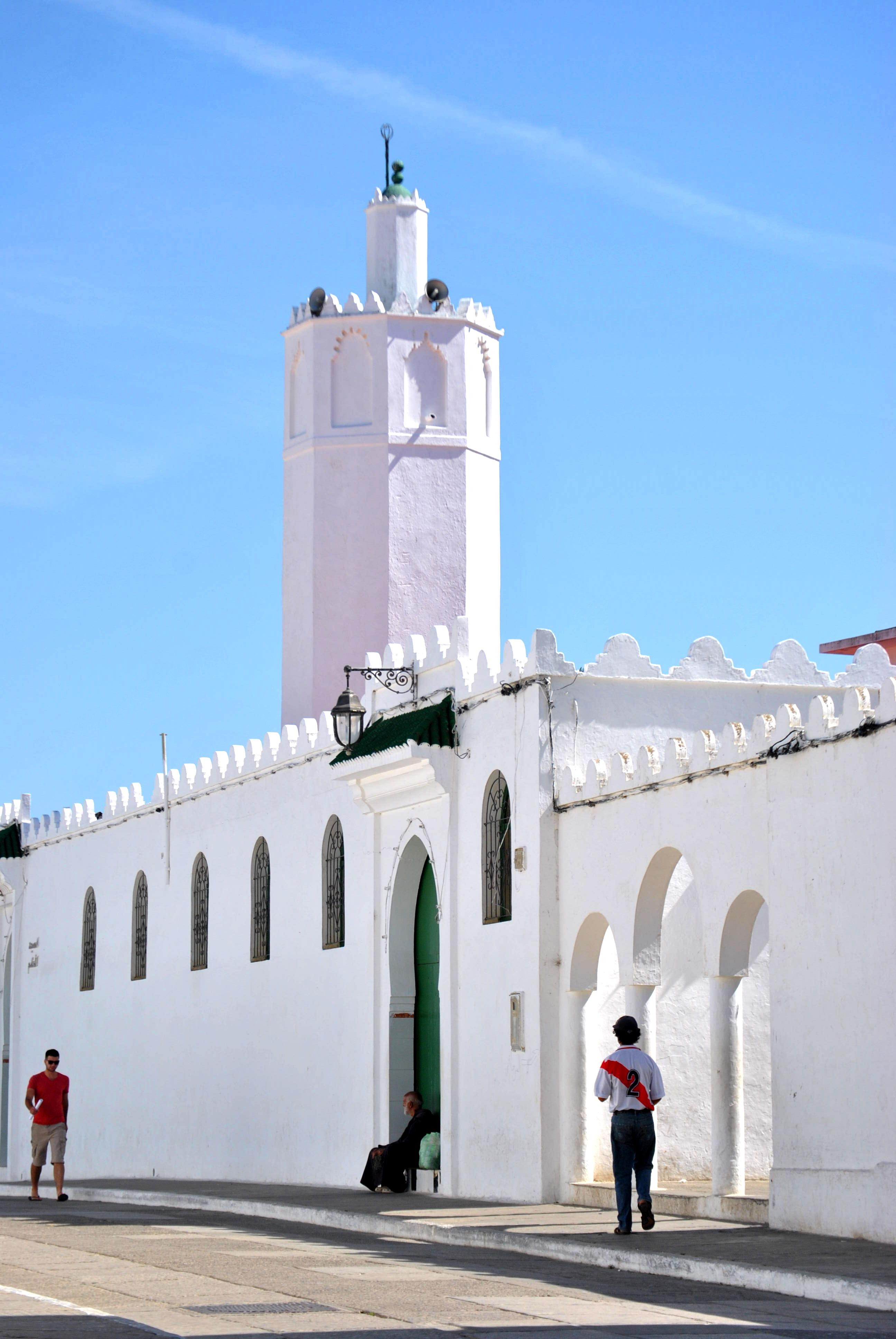
المسجد الجامع يعد أقدم بناء بمدينة أصيلة

اكتسبت المدينة أهمية كبرى خلال العهد الإدريسي شمال المغرب (922-985) حيث ظهرت مدينة أصيلة كميناء تجاري مهم يربط المغرب بمدن الساحل الأوروبي على البحر الأبيض المتوسط. وقد تزايدت هذه الأهمية بالتدريج خلال القرون اللاحقة، فسنة 1307 كانت المدينة تعج بالشركات الأجنبية التابعة لمدينتي جنوة والبندقية، وابتداء من هذه السنة دخلت مدينة برشلونة على خط التنافس التجاري حيث صار لها خمس شركات تجارية أيضا. سنة 1465 دخلت مدينة أصيلة على خط الصراع الوطاسي - المريني، حيث اختارها السلطان محمد الشيخ المهدي الوطاسي عاصمة له ومركزا لمهاجمة العاصمة المرينية فاس. استغل البرتغاليون مغادرة السلطان محمد الشيخ المهدي عاصمته لمهاجمة مدينة فاس سنة 1471 ليقوموا بمهاجمة المدينة بأسطول بحري يتكون من 477 سفينة عليها 30.000 برتغالي وقد قام ملك البرتغال ألفونسو الخامس بقيادة الحملة بنفسه رفقة ولي عهده ووزرائه وكبار نبلاء البرتغال. قاوم سكان المدينة بواسطة قواربهم السفن البرتغالية في البحر حيث نجحوا في قتل 200 جندي برتغالي، لكن انعدام الدعم أدّى إلى هزيمتهم أمام المهاجمين الذين قاموا باحتلال المدينة وقتل 2.000 شخص من سكانها وأسر 5.000 آخرين من ضمنهم ولي عهد السلطنة الوطاسية الأمير محمد البرتغالي والذي لم تتجاوز سنه حينئذ العاشرة. بعد وصول الأخبار للسلطان أحمد الشيخ المهدي الذي كان على أبواب مدينة فاس قام بمفاوضة الملك البرتغالي على الأسرى وكان جواب الملك ألفونسو الخامس هو إمضاء هدنة من الطرفين لمدة 20 سنة واعتراف السلطة المغربية بملكية البرتغال لمدن: أصيلة وسبتة والقصر الصغير. بعد احتلال المدينة قامت القبائل المجاورة بحركة تمرد عنيفة رافضة لتوقيع المهادنة وقد قامت هذه القبائل بإنشاء رباطات وقلاع بهدف مراقبة المدينة والإغارة عليها، وقد قامت هذه القبائل بمهاجمة المدينة 12 مرة، وكان لهذه الهجمات أثر قوي على اقتصاد المدينة كما تحولت من مركز تجاري مهم إلى هدف للقراصنة المغاربة وبالتالي بدأ المستوطنون البرتغاليون بمغادرتها خوفا على حياتهم. وقد انتهت هذه الهجمات التي قام أمراء بني عروس بمنهجتها باسترداد المدينة سنة 1550 وطرد البرتغاليين عنها.[بحاجة لمصدر]

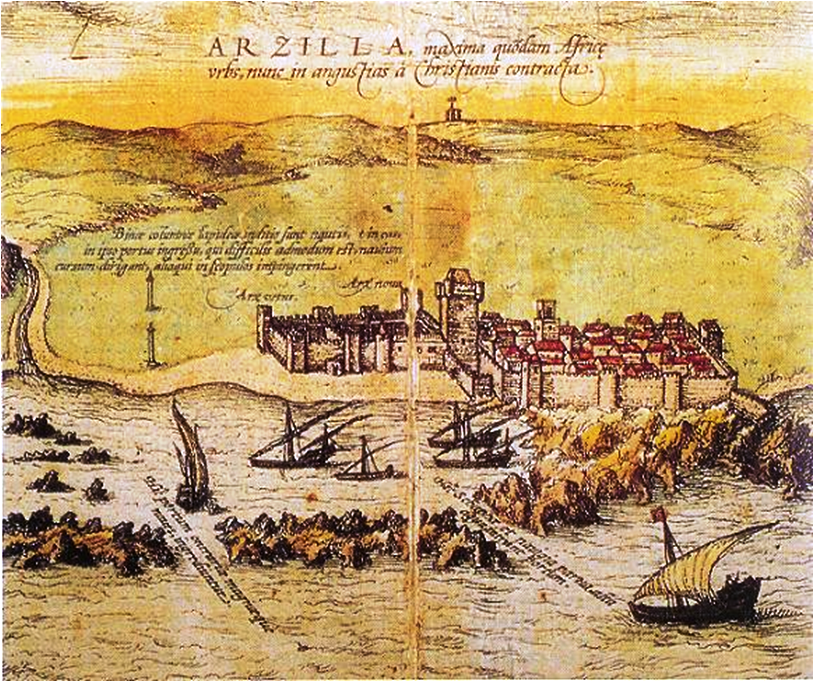
عملية احتلال مدينة أصيلة

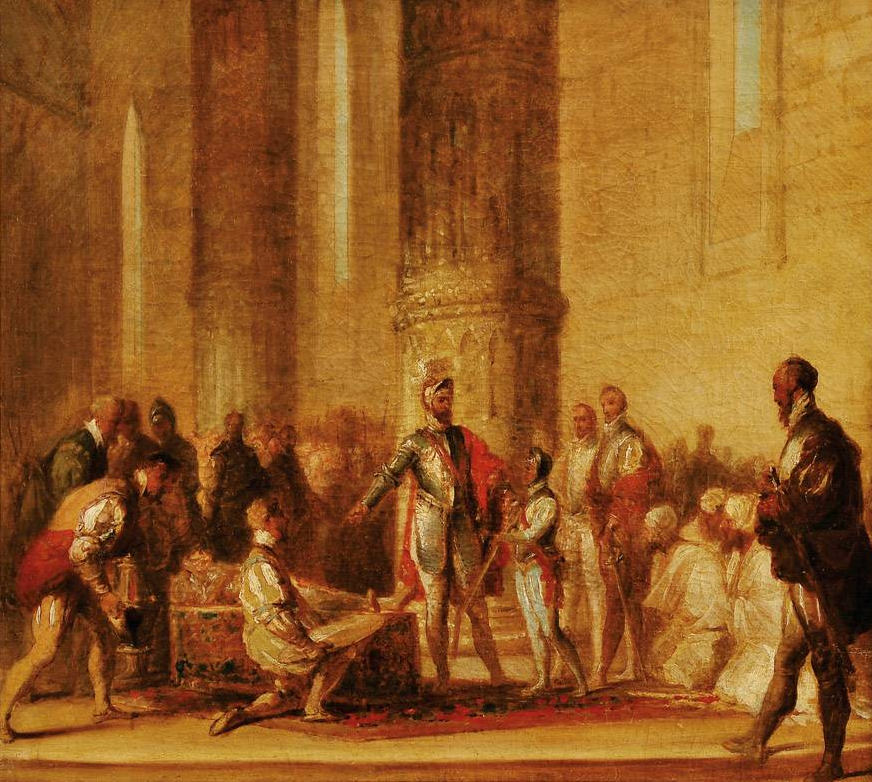
الملك البرتغالي أفونسو الخامس داخل القصر السلطاني بأصيلة

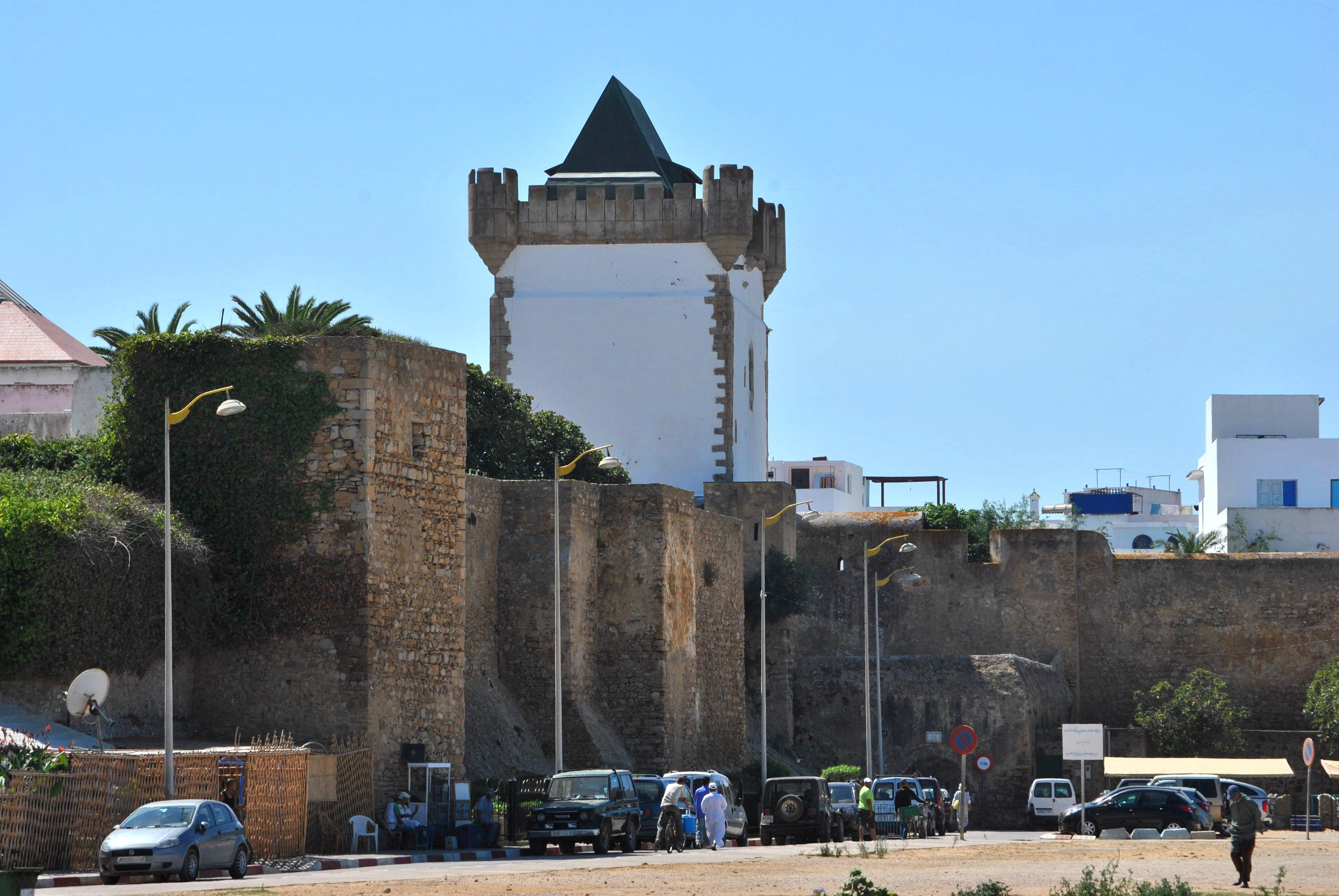
برج القمرة من أهم بقايا التواجد البرتغالي بأصيلة

سنة 1576 قام السلطان محمد المتوكل السعدي بتسليم المدينة للبرتغاليين ثانية، هذا العمل الذي اعتبر خيانة للشعب المغربي أدى إلى خلع السلطان المتوكل وتنصيب عبد الملك الأول السعدي، لكن المتوكل بعث في طلب المعونة من حلفائه البرتغاليين وقد أدى ذلك إلى نشوب معركة وادي المخازن سنة 1578 والتي سقط فيها ملك البرتغال سان سيباستيان صريعا. وقد استطاعت المدينة العودة تحت الحكم المغربي بقيادة السلطان أحمد المنصور الذهبي سنة 1589. عرفت المدينة بعد ذلك أوجها المعماري والاقتصادي حيث عادت لما كانت عليه في سابق عهدها، لا سيما في عهد الأمير الخضر غيلان (1654-1673) والذي جعل منها ميناء تجاريا ومركزا للجهاد البحري ولمهاجمة مدينة طنجة التي لا تزال ترزح تحت الاحتلال البرتغالي. استمرت المدينة تابعة لأمراء الجهاد بمنطقة الهبط حتى سنة 1692 حيث استولى عليها السلطان إسماعيل بن علي الشريف العلوي. وخلال العهد العلوي عرفت مدينة أصيلة كميناء تجاري مهم وكقاعدة للقراصنة المسلمين شمال المحيط الأطلسي. [بحاجة لمصدر]

### العصر الحديث
استمر انطلاق عمليات القرصنة من سواحل أصيلة لعدة عقود وحتى أواخر القرن التاسع عشر، وقد تسبب قراصنة المدينة في مشاكل ديبلوماسية للمغرب، لا سيما بعد تعرضهم للأسطول النمساوي سنة 1828، لترد النمسا بعد ذلك بقصف المدينة من السواحل وذلك سنة 1829. وفي بداية القرن العشرين، أصبحت مدينة أصيلة معقلا للقائد أحمد الريسوني الذي بسط انطلاقا منها نفوذه على الكثير من الأراضي الشمالية، قبل أن يطرده منها الإسبانيون سنة 1924 ويحكموا قبضتهم عليها حتى مرحلة الاستقلال سنة 1956. [بحاجة لمصدر]

## الجغرافيا

### الموقع
تقع مدينة أصيلة على بعد 31 كيلومتر جنوب مدينة طنجة في منطقة سهلية على الساحل الأطلسي محاطة بمجرى نهر الوادي الحلو الذي يقع مصبه على ساحل المدينة. تقع المدينة بمنطقة سهلية شاطئية لكنها تتحول إلى تلية فور الخروج من المدينة ويبلغ علو أغلى نقطة بالمدينة 53 متر عن سطح البحر مسجلة في قرية الدغاليين التابعة للمدينة في حين أن الارتفاع يعادل الصفر عند الشاطئ. تتمتع المدينة بشريط ساحلي بطول 17.2 كيلومتر ٬ لكن تطغى عليه الشواطئ الصخرية التي تمترس فيها هواية الصيد بالصنارة، كما تتوفر على شواطئ رملية كشواطئ: سيدي مغايث - العوينة - سيدي أحمد الزواق - پاراديس وكهف الحمام. كما تتواجد على طول الساحل عدة صخور تمثل مناطق مهمة لتعشيش الطيور البحرية أهمها طيور النورس.[بحاجة لمصدر]

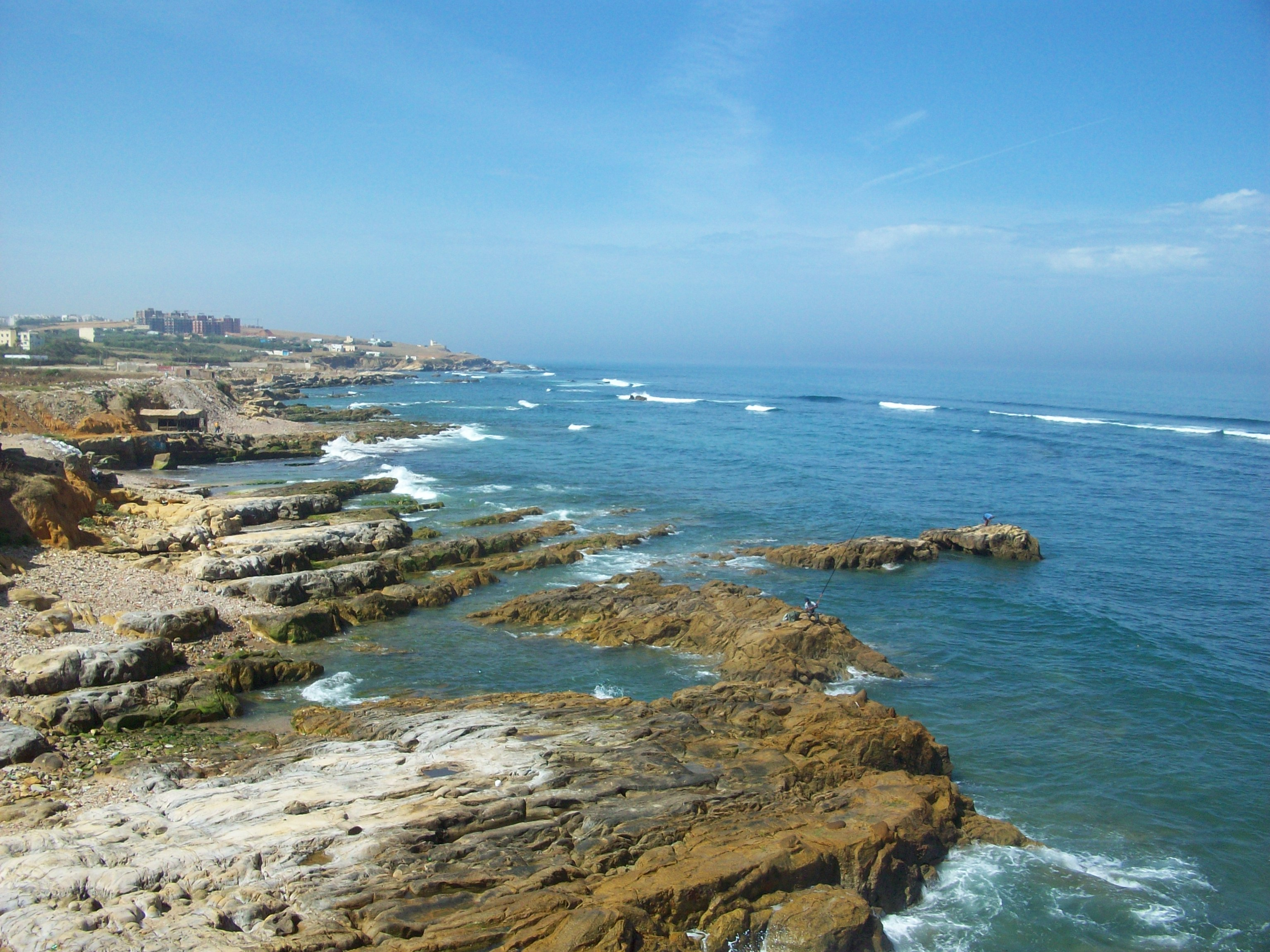
جانب من الشواطئ الصخرية للمدينة

### المساحة
تبلغ مساحة المدينة 33 كيلومتر مربع تشمل بالإضافة إلى المدينة بعض القرى المحيطة بها والتي تعد ضمن المدار الحضري ويتعلق الأمر بقرى: بوگنون - مرغوبة - الحافة والدغاليين. ويقع مدشري بوگنون ومرغوبة في الناحية الجنوبية للمدينة أما المدشرين الباقيين فيقعان في الناحية الشرقية لها.[بحاجة لمصدر]

### المناخ
تتميز المدينة بمناخ معتدل متوسطي مطير ومعتدل البرودة من أكتوبر إلى مايو وجاف معتدل الحرارة خلال فصل الصيف، يصل المعدل السنوي للتساقطات المطرية إلى 758 ملمترا وتتأرجح درجة الحرارة ما بين 7 درجات كحد أدنى خلال شهر يناير و 28.5 كحد أقصى خلال شهر أغسطس. [بحاجة لمصدر]

## الأحياء

### المدينة العتيقة

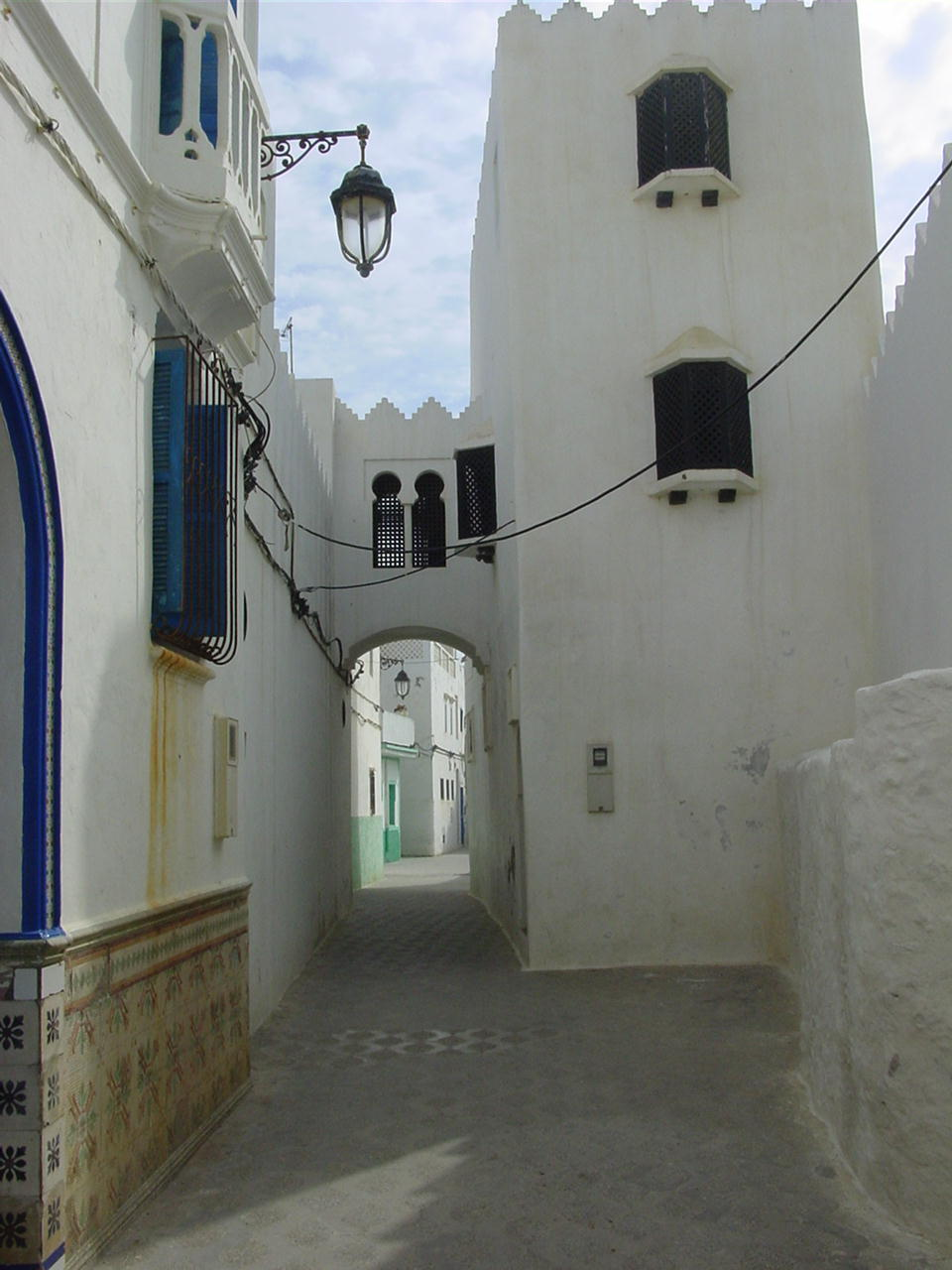
جانب من أزقة مدينة أصيلة يظهر الخصائص المعمارية للمدينة

تُعتبر المدينة العتيقة لمدينة أصيلة فضاءً ساحرا بدروبها الضيقة وأزقتها الأنيقة وبمنازلها المتشحة بالبياض والزرقة في تراصٍّ جميل، وأبوابها ونوافذها المتلفعّة بزرقة مُشعة واخضرار براق، وبجدارياتها المُزينة برسوم فنانين تشكيليين من مختلف المدارس والأجيال، وبالأسوار المحيطة بها التي يعود تاريخها إلى عهد البرتغاليين. ويمكن الدخول إلى أحياء المدينة العتيقة عبر ثلاثة أبواب هي باب القصبة، وباب البحر، وباب الحومر، وتوجد بداخلها قيسارية لمنتجات الصناعة التقليدية، وساحة «القمرة» التي تقام بها سهرات الهواء الطلق خلال الموسم الثقافي للمدينة، وساحة أخرى تشرف على البحر يسميها الأهالي ساحة «الطيقان» تؤدي إلى بُريْج «القريقية» الشهير الذي يطل على المحيط، والذي يمكن من خلاله الاستمتاع بغروب الشمس ومشاهدة ميناء المدينة وإلقاء نظرة على ضريح سيدي أحمد المنصور أحد المجاهدين الذين تصدوا إلى الاحتلال البرتغالـي. وتتميز أحياء المدينة القديمة بنظافتها الفائقة وبالتنافس الكبير بين سكانها في تزيين واجهات بيوتهم بالأغراس والنباتات، وهوالأمر الذي يمكن أن يتيح لأحدهم فرصة الفوز بجائزة البيئة التي يتم الإعلان عن نتائجها خلال الموسم الثقافي.

بنيت المدينة العتيقة على شكل مستطيل مقابل للشاطئ، وهي تتكون من خمسة أحياء رئيسية هي: القيسارية (الحي الذي يحتوي على الأسواق) - حومة ابن عياد - حومة المجيمع - حومة القريقية (الحي البرتغالي) والقصبة وهي عبارة عن قلعة كبيرة مستطيلة تواجه شاطئ البحر وتعد النواة الأولى للمدينة وتحتوي على المسجد الجامع والأبراج الأولى التي بنيت خلال القرن الثالث الهجري.

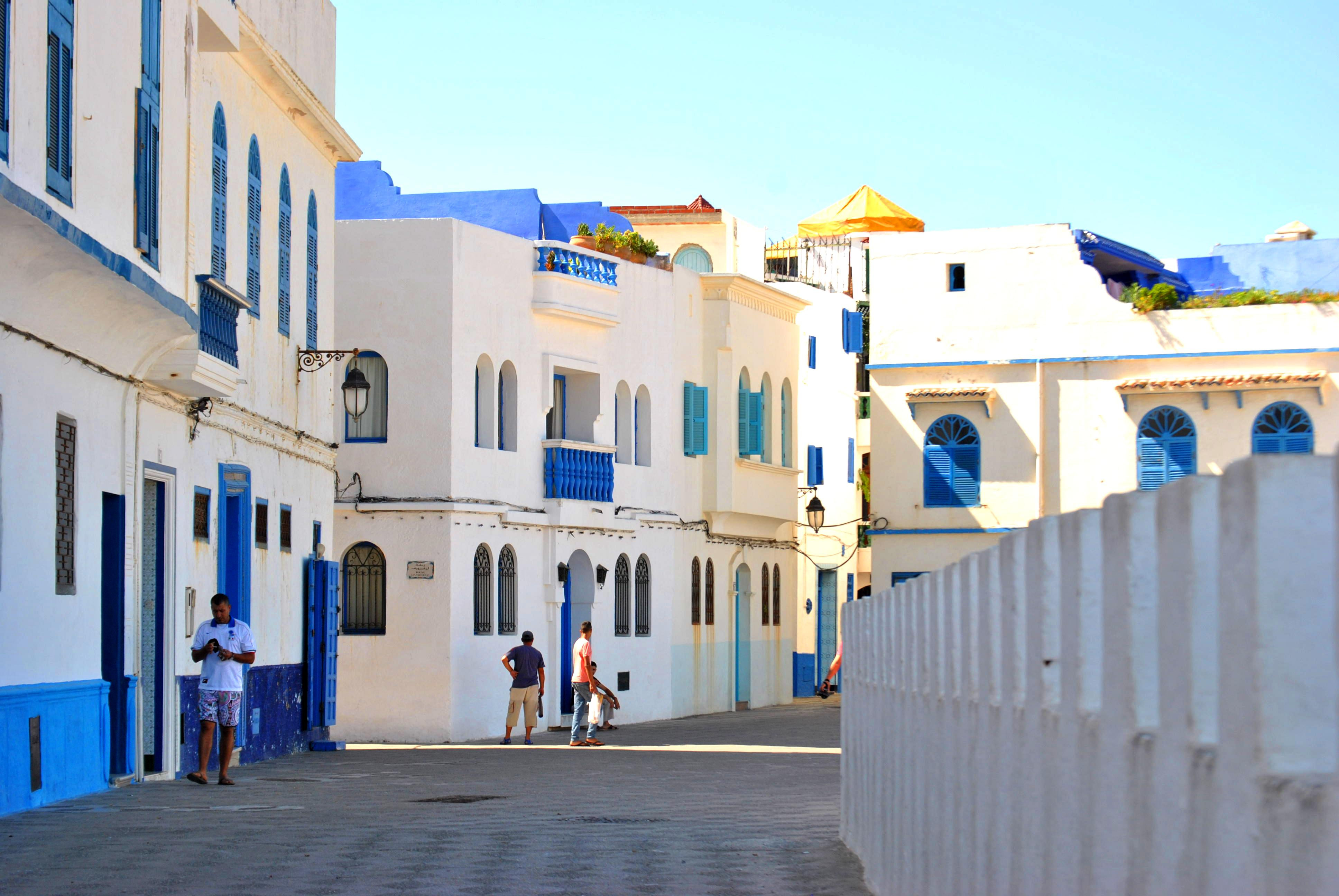
جانب من حي القصبة وساحة الطيقان

وتفصل بين هذه الأحياء عدة أزقة يسمى الواحد منها محليا المحج ومن أهمها:
محج القادرية - زقاق القاضي - زنقة التجارة - محج الكتانية - محج ابن حمدوش - محج ابن عامر - محج سيدي امبارك ومحج سيدي ابن عيسى. وتتوسط المدينة ثلاث ساحات متفاوتة الحجم هي: ساحة القمرة وهي الأكبر حجما - ساحة الطيقان وساحة ابن عيسى.
يحيط بالمدينة القديمة سور بطول 1.200 متر وبارتفاع يتراوح بين 7 و 5 أمتار تتخلله 5 أبواب هي:
- باب البحر الذي يقع في الناحية الشمالية الغربية للمدينة في الجهة المقابلة للميناء.
- باب القصبة ويقع في الجهة الشمالية الشرقية للمدينة ويؤدي إلى منطقة القصبة.
- باب السوق ويقع في الجدار الشرقي للمدينة ويؤدي إلى حي القيسارية.
- باب الحومر ويقع أيضا على الجانب الشرقي للمدينة.
- باب القريقية ويقع في الركن الجنوبي الغربي للمدينة ويؤدي إلى برج القريقية.

كما يتخلل السور تسعة أبراج وحصون من أهمها برج القريقية.
خارج السور يتواجد حي لاللة رحمة بمقابل باب الحومر ويعتبر هذا الحي بمثابة ربض للمدينة حيث كان محلا لعيش اليهود والمسلمين بعيدا عن جو الملاحات في باقي المدن المغربية الأخرى. ولا تزال في الحي مقبرة يهودية كبرى بنيت لتكون مطلة على المحيط الأطلسي، كما يتواجد في الحي ضريح إحدى أشهر الوليات الصالحات بمدينة أصيلة وهي لاللة رحمة والتي يعتقد أنها استشهدت أثناء إحدى محاولات استرداد المدينة.

### المدينة الحديثة
يعتبر حي پارادا (parada) من أقدم المناطق المنشأة خلف السور، حيث تم إنشاؤه من طرف الحكومة الإسبانية إبان احتلالها للمدينة (1924 - 1956). وتحتوي منطقة پارادا اليوم ما بات يعرف بأحياء: الحي الإداري - آنسة - شارع معركة أنوال - شارع مولاي إسماعيل - شارع اليرموك - شارع الدوحة - شارع الحمراء وشارع الزرقطوني. وتتجمع هذه المنطقة في الجنوبية والشرقية للسور. وهذه الأحياء في معظمها عبارة عن أحياء راقية.
في حين تنتشر الأحياء الأحدث إلى الجنوب من مجمع پارادا ويتعلق الأمر بأحياء: حيفا - غدير الگناوي - الفاطمية - السقاية - الودادية - مولاي إدريس - مرج أبي الطيب وسيدي واللو. وهي في معظمها عبارة عن أحياء شعبية.

### معالم المدينة
تتوفر مدينة أصيلة على العديد من المعالم الأثرية التاريخية في مقدمتها:
- المسجد الجامع: وتعود فترة بنائه إلى القرن الثالث الهجري وقد استمر بمزاولة مهامه كمنار ديني لمدينة أصيلة لمدة ألف سنة. والجامع عبارة عن بناء مستطيل مطلي بالجص الأبيض وتشرف عليه صومعتين حديثة وأخرى قديمة وقد بنيتا على الشكل ثماني الأضلاع أندلسي الأصل.
- ساحة وبرج القمرة: عبارة عن ساحة مربعة الشكل مشرفة على باب البحر بالجهة الشمالية للمدينة ويتوسطها برج مربع الشكل يعد الرمز التاريخي لمدينة أصيلة. وتعود فترة بناء البرج إلى أواخر القرن الخامس عشر على يد البرتغاليين وقد أعيد ترميمه في بداية التسعينيات بمشاركة وزارة الثقافة المغربية ودولة البرتغال بمبادرة من جمعية المحيط بعدما كان آيلا إلى الزوال، وهو الآن يحتضن معارض خاصة بالفنون التشكيلية والصور الفوتوغرافية.
- ساحة الطيقان وبرج القريقية: عبارة عن ساحة مستطيلة في الناحية الجنوبية الغربية للمدينة وتتميز الساحة بإطلالتها على الساحل الأطلسي، وتشرف الساحة على برج دائري ضخم تعود أساسات بنائه إلى القرن الثالث الهجري ويدعى هذا البرج باسم القريقية وهي كلمة جبلية تعني (القفل) ويبرهن الاسم على مكانة البرج كقفل يستطيع إحكام القبضة على المدينة، والبرج بنيت أساساته في المياه ومرتبط بسور المدينة الذي بني أيضا على المياه.

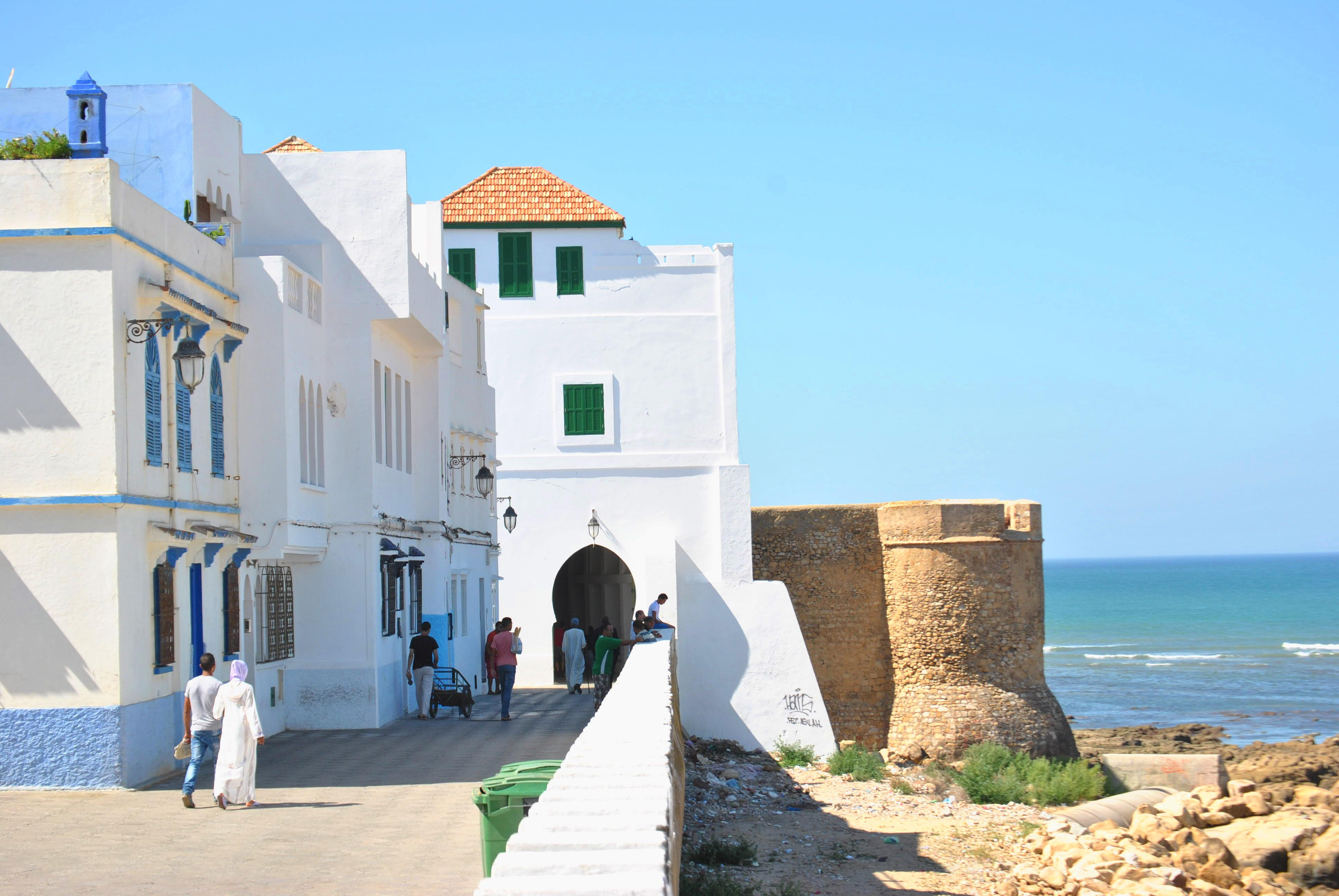
برج القريقية وجانب من ساحة الطيقان

- قصر الريسوني: ويقع قصر الريسوني على الجانب الغربي من المدينة ويتمتع بإطلالة فريدة على المحيط كما أنه يشكل نموذجا فذا للنمط المعماري المغربي الأندلسي المتطور خلال أوائل القرن التاسع عشر. يتميز القصر بقصة بناء فريدة فقد قام ببنائه الثائر أحمد الريسوني من أموال فدية اختطافه لزوجة أحد الأثرياء اليونانيين الذي كان مقيما بمدينة طنجة وقد تسببت عملية الاختطاف لحينها بأزمة ديبلوماسية مغربية أمريكية لأن الزوجة كانت تحمل الجنسية الأمريكية. ولا بد لكل من زار هذا القصر أن يقف مشدوها منبهرا بجمال بنائه، وبهاء عمرانه، ورونق نقوشه المنبثقة من الفن العربي الإسلامي الأصيل، وقد تم ترميمه في منتصف التسعينيات ليصبح فضاء يحتضن بعضاً من أنشطة موسم أصيلة الثقافي، إذ تُقام به ورشات فنون الرسم والنحت والحفر وبعض السهرات الفنية.

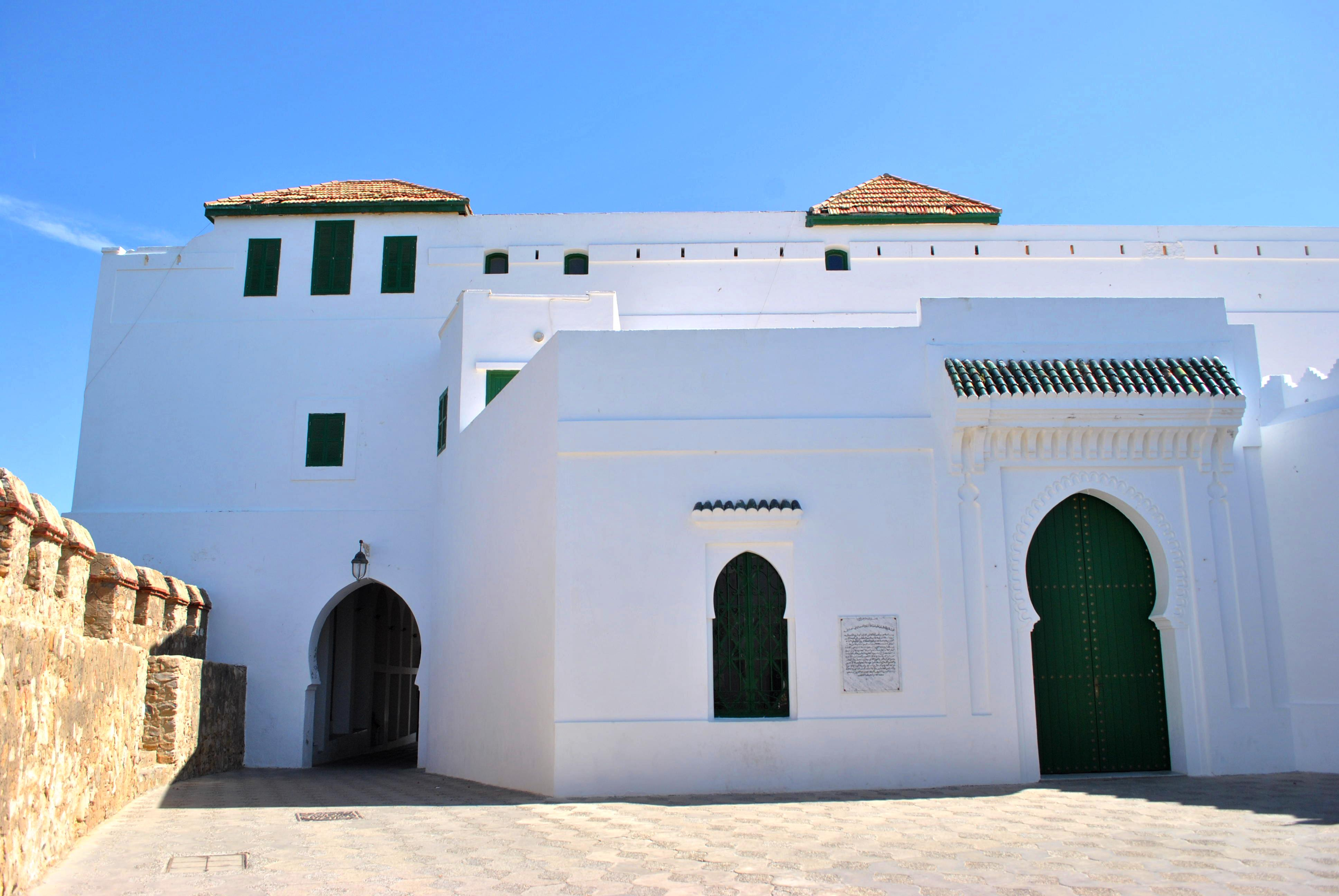
مدخل قصر الريسوني

- مركز الحسن الثاني للملتقيات الدولية: وتعود فترة بناء هذه المنشأة إلى القرن الخامس عشر حيث أنشئ كمخزن للحبوب لتحصين المدينة من هجمات القبائل المجاورة. وقد تم ترميم المبنى وتجديده حيث أصبح أواخر القرن العشرين مقرا رئيسا لمؤسسة منتدى أصيلة ومقرا لعقد المؤتمرات والملتقيات الدولية التي تحتضن المفكرين والأدباء والشعراء من مختلف أقطار العالم خلال أشغال جامعة المعتمد بن عباد الصيفية في إطار فعاليات الموسم الثقافي.
- قصر الخضر غيلان: أو دارة غيلان وهو عبارة عن قصر بني وفق النمط الأندلسي المغربي خلال القرن السابع عشر وقد قام ببنائه أمير أصيلة المجاهد أحمد الخضر غيلان عقب استيلائه على المدينة أوائل القرن السابع عشر ويقع القصر مقابل المسجد الجامع بمنطقة القصبة.
- ضريح الشيخ أحمد المنصور: ويعد هذا الضريح من أهم المزارات الدينية في المدينة حيث أنشئ على قبر المجاهد الذي يشاع أنه قاد معركة فتح أصيلة سنة 1550 وللأسف فإن التاريخ أهمل ذكر هذا المجاهد الفذ.

كما أن المدينة خلدت أسماء زوارها ومريديها من الشعراء الكبار بإنشاء حدائق تحمل اسم هؤلاء الشعراء ويتعلق الأمر بحدائق:
- بلند الحيدري تخليدا لاسم الشاعر العراقي بلند الحيدري
- تشكايا أوتامسي تخليدا لاسم الشاعر الكونگولي تشكايا أوتامسي
- الطيب صالح تخليدا لذكر الروائي السوداني الطيب صالح
- محمود درويش تخليدا لذكرى الشاعر الفلسطيني محمود درويش
- محمد عابد الجابري نخليدا لذكرى المفكر المغربي محمد عابد الجابري
- أحمد عبد السلام البقالي تخليدا لذكرى الشاعر المغربي ابن أصيلة البار أحمد عبد السلام البقالي
- محمد عزيز الحبابي تخليدا لذكرى الشاعر والأديب المغربي محمد عزيز الحبابي

### محيط المدينة
يتكون محيط المدينة من أربع قرى هي: الدغاليين - مرغوبة - الحافة وبوگنون.
تبلغ المساحة المزروعة من هذا الجزء 1.901 هكتار تتوزع على عدة أصناف على النحو التالي:
| الصنف المزروع       | المساحة بالهكتار |
| ------------------- | ---------------- |
| الحبوب              | 511              |
| القطاني             | 53               |
| المزروعات التسويقية | 246              |
| الخضروات            | 14               |
| المساحة المشجرة     | 606              |
| الأعلاف             | 471              |

بالإضافة إلى ثروة حيوانية مهمة تجعل المدينة مكتفية ذاتيا تتمثل في:
الأبقار: 1.318 رأس. الأغنام: 3.547 رأس. الماعز: 35 رأس.

## الديموغرافيا

### النمو الديموغرافي
منذ إنشائها استقطبت مدينة أصيلة عدة هجرات جماعية وفردية، جعلتها تعرف نموا ديموغرافيا كبيرا وقد استمر هذا النمو الديموغرافي حتى الاحتلال البرتغالي سنة 1471 م حيث قدر عدد سكانها آنذاك ب 10.000 نسمة.
بعد الاحتلال البرتغالي قدر عدد سكانها ب: 36.000 نسمة، 29.000 من البرتغاليين معظمهم من الجنود وعائلاتهم و 5.000 نسمة من المسلمين. وقد استمر هذا العدد بالتناقص طيلة القرنين المواليين نتيجة هجرة البرتغاليين وعودتهم إلى وطنهم الأم، أو نتيجة هجرتهم إلى أمريكا اللاتينية. كما انخفض عدد المسلمين أيضا نتيجة الهجرة فرارا من النزاعات والحروب التي عرفتها المدينة.
من خلال إحصاء قدمه أوجست مولييراس في كتابه (المغرب المجهول: اكتشاف جبالة) أواخر القرن التاسع عشر: قدر عدد سكان المدينة ب: 2.000 نسمة جلهم من المسلمين مع طائفة يهودية صغيرة تقدر نسبتها ب 5 بالمئة من السكان.
خلال إحصاء سنة 1982 بلغ عدد سكان المدينة 18.781 نسمة وقد استمر هذا العدد بالارتفاع نتيجة الهجرة من القرى المجاورة ليصل إلى: 24.588 نسمة خلال إحصاء سنة 1994 ثم 28.151 نسمة خلال إحصاء 2004 ليصل العدد إلى: 31.825 نسمة حسب تقديرات سنة 2013.

### المكونات الديموغرافية

#### الأمازيغ
يعد الأمازيغ السكان الأصليون للمدينة، فإنشاؤها تم على يد المجاهدين من قبيلتي هوارة وكثامة البربريتين، وقد أصبحت المدينة بعد ذلك مركزا لقبيلة بني زياد الهوارية. وبعد الهجرة الأندلسية ذابت هذه العناصر في المكون الأندلسي خالقة بعد ذلك الهوية الجبلية.
مع التقدم الذي عرفته المدينة أواخر القرن العشرين، استقطبت العديد من الهجرات من خارج نطاق جبالة الذي تنتمي إليه وبشكل خاص من الريف الشرقي، ولهذا فإننا نجد أن 6.4 بالمئة من السكان يتحدثون اللغة الأمازيغية بلهجتها الريفية ويعتبرونها لغتهم الأم، لكن استعمال هذه اللهجة يقتصر غالبا على المنزل ولا تستعمل خارجه إلا فيما نذر.

#### الأندلسيون
ككل مناطق شمال المغرب، يلعب الأندلسيون الدور الأكبر في تاريخ وديموغرافيا مدينة أصيلة، وتؤرخ أولى الهجرات الجماعية الأندلسية بالقرن الثاني الهجري وهي الهجرة الجماعية لمدينة شذونة تلتها عشرات الهجرات الفردية حتى أواخر القرن السادس عشر، حيث عرفت المدينة هجرة جماعية كبيرة تتمثل في هجرة مسلمي غرب الأندلس (البرتغال) اليوم. وتعد مدن باجة - لشبونة - قصر السال وشنترين من أهم المدن المصدرة للمهاجرين للمدينة، اليوم تقدر نسبة الأندلسيين من سكان المدينة ب 80 بالمئة ومن الملاحظ هيمنة النمط الأندلسي على المعمار داخل المدينة.

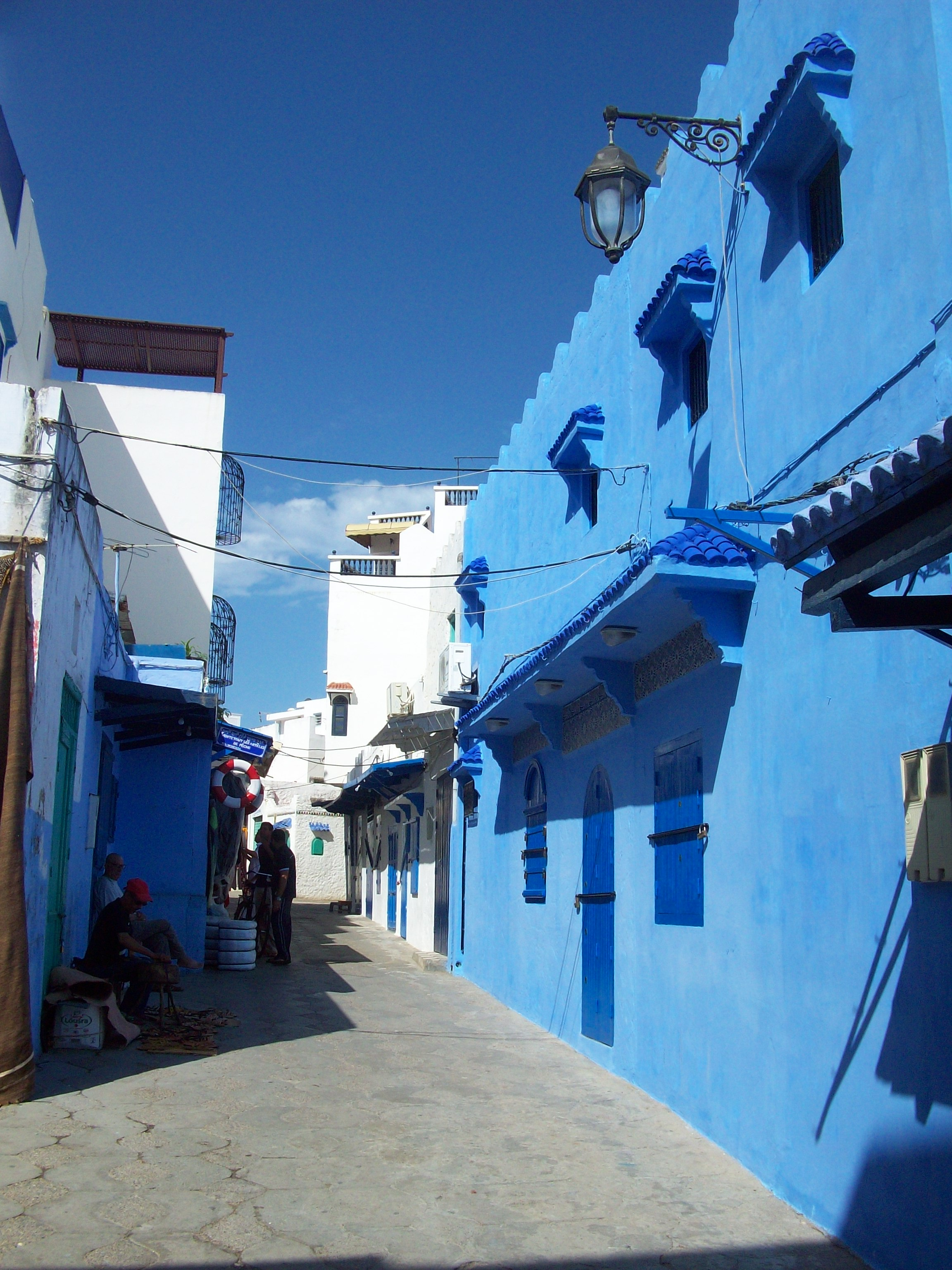
استعمال اللونين الأزرق والأبيض في البيوت عادة أندلسية

#### العرب
تعد هجرة الأدارسة خلال القرن العاشر الميلادي من أقدم دلائل الوجود العربي غير الأندلسي بالمدينة ولا تزال العديد من الأسر الأصيلية تعود بنسبها لهذه الهجرة الأولى.
مع التوسع العمراني للمدينة، استقبلت العديد من المهاجرين من المنطقة المحيطة بها والتي يتركز قسم كبير منها بقبيلة الغربية التي تعد أصيلة مركزا لها. وتعود أصول هذه القبيلة إلى قبائل التغريبة الهلالية وتتمثل بشكل كبير بقبيلتي بني هلال وعنزة.

#### اليهود
منذ أواسط القرن الخامس عشر انتقلت إلى المدينة عدة أسر يهودية من البرتغال فرارا من الاضطهاد المتمثل في محاكم التفتيش داخل وطنها الأصلي. وبعد عقود أصبحت هذه الأسر في مصاف الأسر الغنية بالمدينة وهذا ما أدى إلى تغير علاقتها بالسلطة البرتغالية وبالتالي عودة العديد من هذه الأسر إلى البرتغال أو سفرها إلى المستعمرات البرتغالية بالعالم الجديد.
أواخر القرن العشرين قدرت نسبة اليهود من سكان المدينة ب 5 بالمئة فقط من السكان ولهذا فقد كانوا مختلطين بالمسلمين ولا يوجد لهم ملاح خاص حيث كان معظمهم يقطن ربض المدينة بجوار المسلمين. وقد استمر عددهم بالانخفاض لاسيما بعد بداية الهجرة إلى أرض الميعاد. ومن الملاحظ أنه بخلاف معظم يهود شمال المغرب، هاجر معظم يهود أصيلة نحو الأراضي الفلسطينية المحتلة. ولم يبق من أثر التواجد اليهودي سوى المقبرة اليهودية بحي لاللة رحمة والتي لا تزال تعد مزارا يهوديا يحج إليه المئات من اليهود سنويا للترحم على موتاهم وتقديم القرابين عنهم.

#### الأوروبيون
من المفارقات العجيبة أن هذه المدينة التي قدرت نسبة الأوروبيين فيها يوما ما ب 80 بالمئة من السكان، وذلك إبان الاحتلال البرتغالي. لا تتجاوز نسبتهم اليوم 0.14 بالمئة من السكان. كلهم من المهاجرين الجدد بعد استقلال شمال المغرب عن إسبانيا ويصل تعدادهم حسب إحصاء سنة 2004: 43 نسمة منهم: 34 نسمة من الإسبان و 9 فرنسيين في حين يتوزع العدد الباقي على جنسيات مختلفة في مقدمتها البرتغاليين والإنجليز والروس.

## الميناء
يقع ميناء مدينة أصيلة في وسط المدينة ولا يبعد سوى 40 كيلومترا عن ميناء طنجة و 30 كيلومترا عن ميناء مدينة العرائش. ويتكون الميناء من ميناء للصيد البحري ومارينا للترفية مخصصة لاستقبال اليخوت السياحية.
قديما، كانت المدينة تتوفر على ميناء تجاري ضخم تقصده السفن من كل موانئ البحر الأبيض المتوسط والمحيط الأطلسي. لكن معظمه تدمر خلال القصف النمساوي سنة 1829.

## السياحة
يعد المجال السياحي من أنشط المجالات الاقتصادي بمدينة أصيلة. حيث تستقطب المدينة آلاف الزوار سنويا لمشاهدة مآثرها التاريخية والثقافية وللمشاركة في مهرجان موسم أصيلة الثقافي الدولي المفتوح وهو عبارة عن تظاهرة فنية مغتوحة خاصة بالفن التشكيلي يشارك فيها مئات الفنانين والهواة والمبتدئين وتظل المدينة بعد ذلك معرضا مفتوحا لأهم وأجمل اللوحات طيلة عام كامل. كما تعد شواطئ المدينة والتي تمتد على طول 17 كيلومترا من أهم وسائل الجذب السياحي، حيث تستقطب هذه الشواطئ آلاف المصطافين سنويا من داخل المغرب ومن شبه الجزيرة الإيبيرية بشكل خاص.

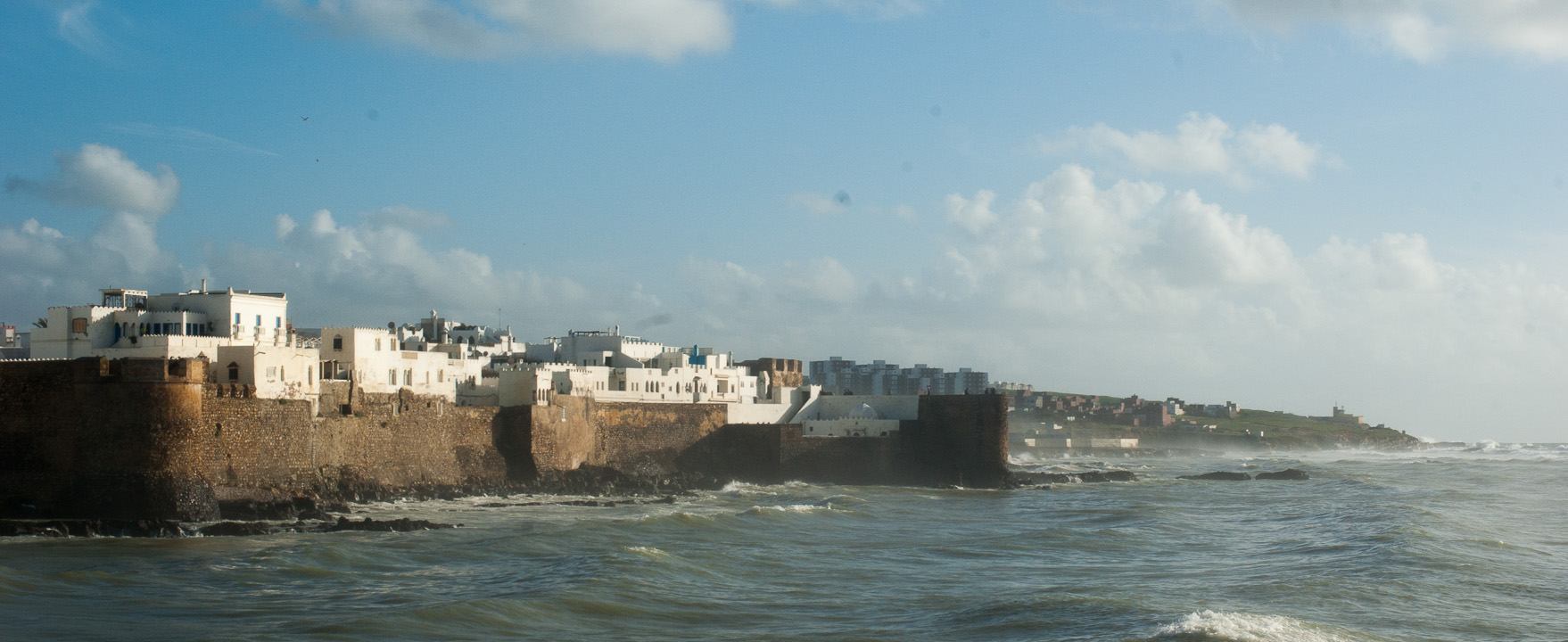
منظر للمدينة من البحر

## الثقافة

### الدين

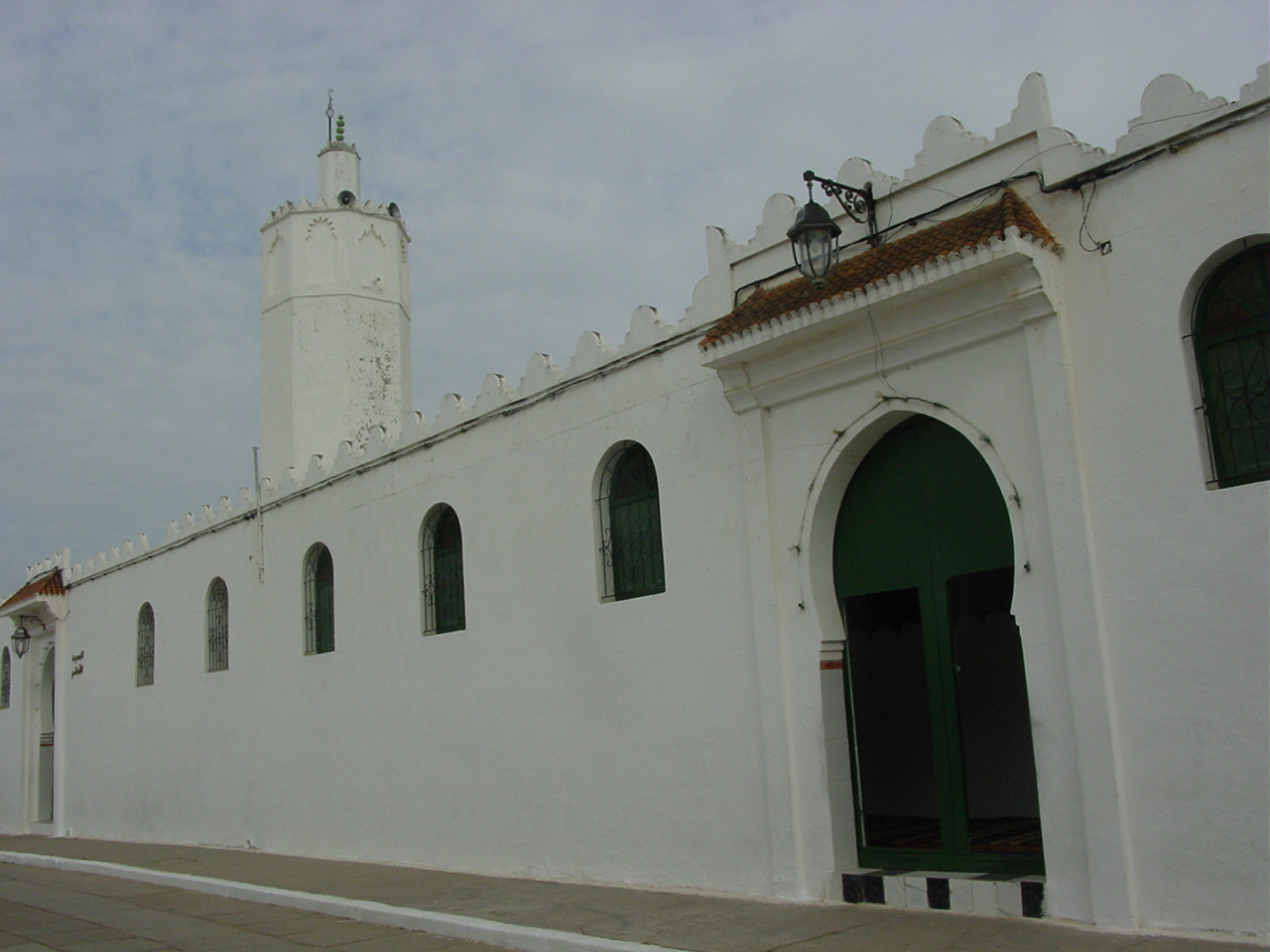
مدخل المسجد الجامع بمدينة أصيلة

يمثل المسلمون ما نسبته 99.86 بالمئة من سكان المدينة يتبعون المذهب السني المالكي. مع تشبع كبير بالطرق الصوفية، فالمدينة على صغر حجمها تتوفر على ثمان زوايا (خانقاهات) للمتصوفة تابعة لثمان طرق مختلفة وهذه الزوايا كالآتي:
- القادرية: محج القادرية
- العليوية: شارع معركة أنوال
- الدرقاوية: حي المجيمع
- الكتانية: محج الكتانية
- الحمدوشية: زقاق ابن حمدوش
- العيسوية: ساحة ابن عيسى
- التيجانية: ساحة ابن عيسى
- القادرية البودشيشية: شارع الدوحة.

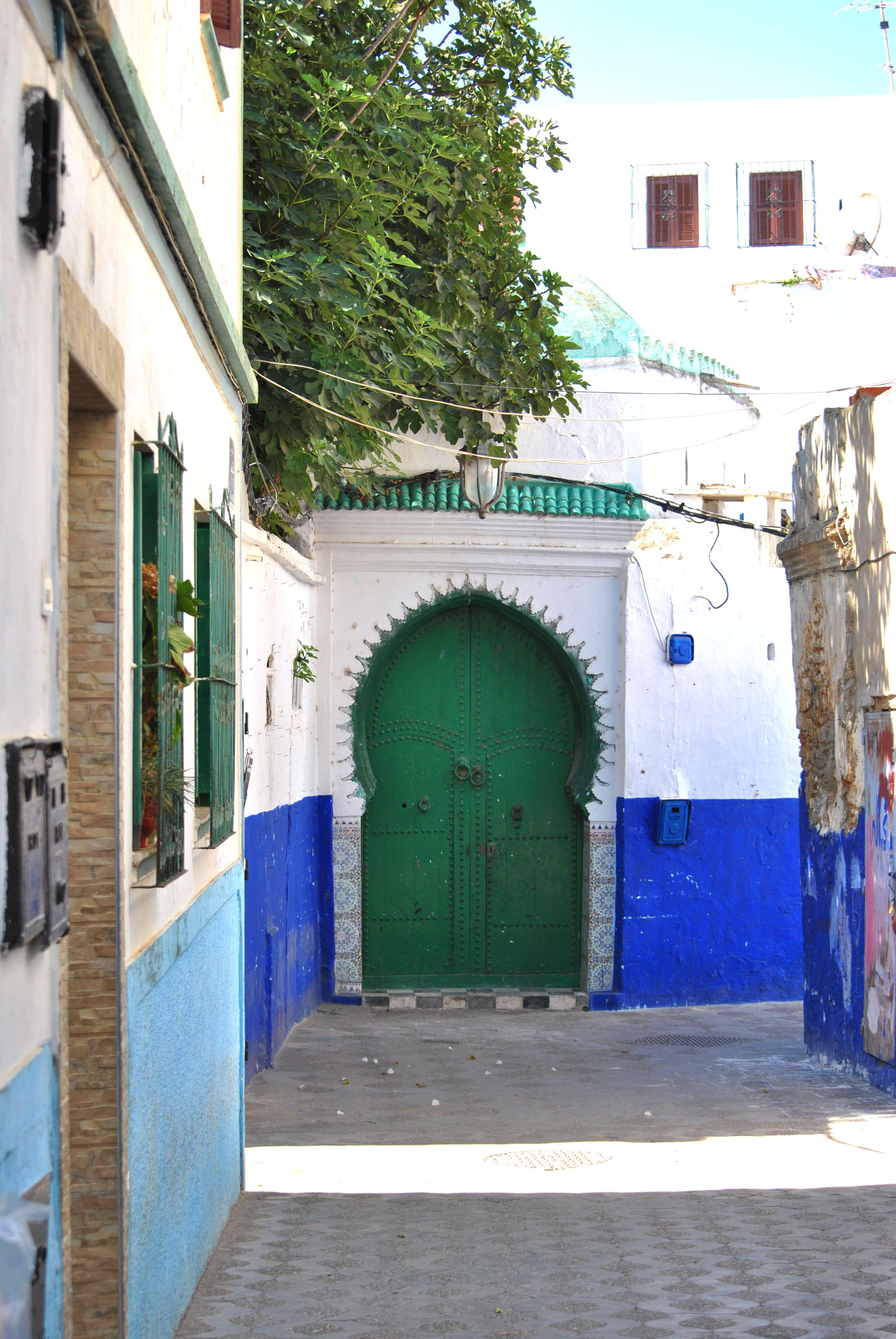
أحد الأضرحة الدينية داخل المدينة العتيقة

ويتواجد بالمدينة 33 مسجدا موزعة على كافة أحيائها.

تعد الديانة المسيحية الديانة الثانية والوحيدة بالمدينة بخلاف الإسلام. ويدين بها 0.14 بالمئة من سكان المدينة وهو عدد ضئيل جدا لا يتجاوز 43 نسمة من الأجانب المقيمين بالمدينة ويتبع معظمهم المذهب الكاثوليكي ويعد الإسبان منهم الأكثر تدينا والتزاما، وتقوم على خدمة هذه الطائفة كنيسة وحيدة تعود إلى فترة الاحتلال الإسباني وهي كنيسة سانتا بارثيلومي.

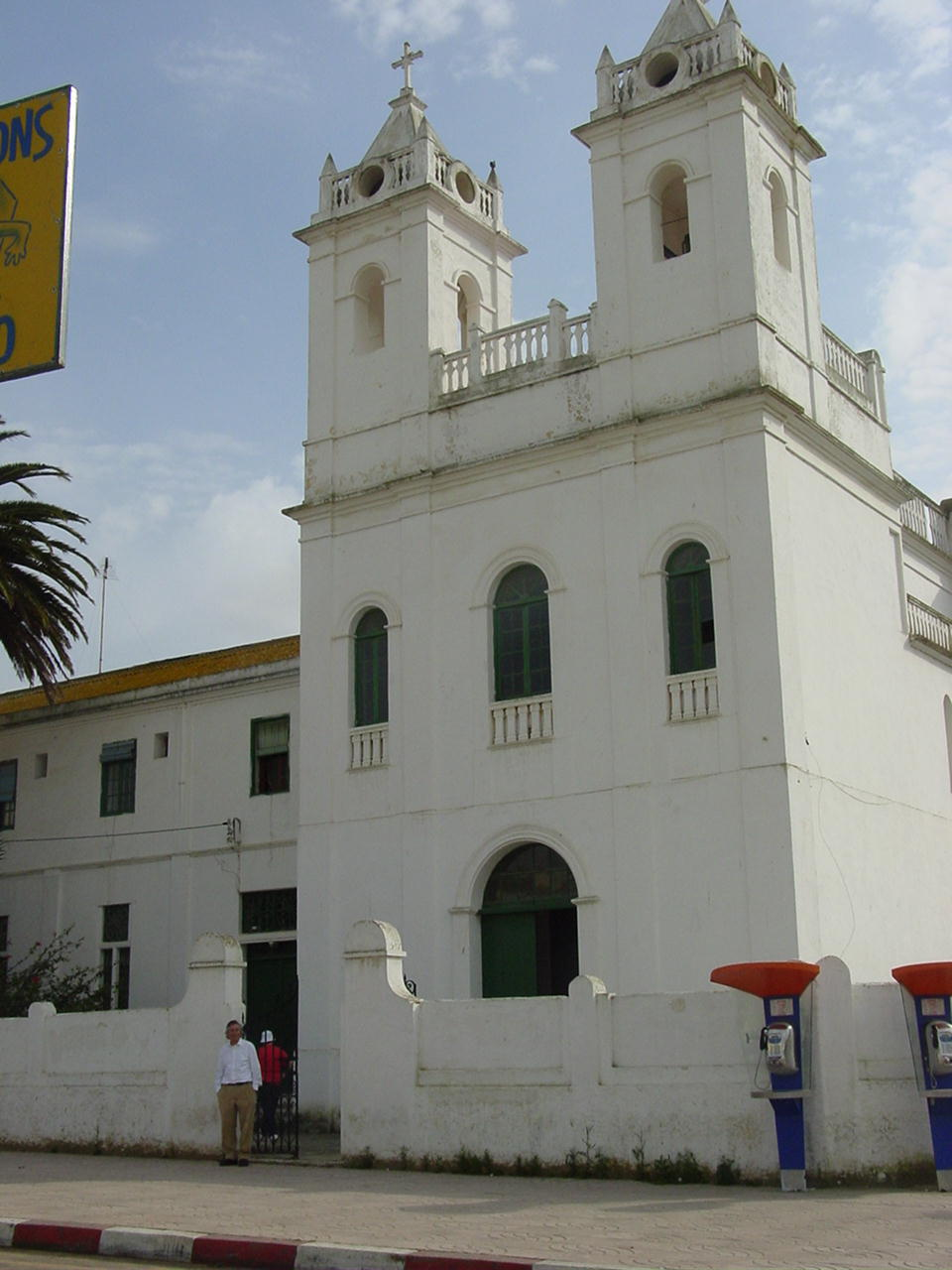
واجهة كنيسة سانتا بارثيلومي

### اللغات
يستعمل معظم سكان مدينة أصيلة اللغة العربية بلهجتها الجبلية، وتتميز عامية أهالي أصيلة بتواجد كبير للمفردات الإسبانية كما في عامية جارتها طنجة. ويتحدث 6.4 بالمئة من السكان باللغة الأمازيغية بلهجتها الريفية، لكن استعمالها يقتصر على داخل البيت غالبا.
يجيد 47.2 بالمئة من السكان الحديث باللغة الفرنسية. في حين يعتبر 15.2 بالمئة من السكان اللغة الإسبانية لغتهم الثانية في حين تعد اللغة الإنجليزية لغة مفهومة عند فئة لا بأس بها من سكان المدينة.

### التعليم
تتوفر المدينة على 7 مؤسسات تعليمية للتعليم الابتدائي ومؤسستين للتعليم الثانوي الإعدادي ومؤسسة وحيدة للتعليم الثانوي التأهيلي وكل هذه المؤسسات تابعة للأكاديمية المغربية لعمالة طنجة أصيلة وبالتالي لا تتواجد في المدينة أية مدارس دولية.

## مهرجان المدينة

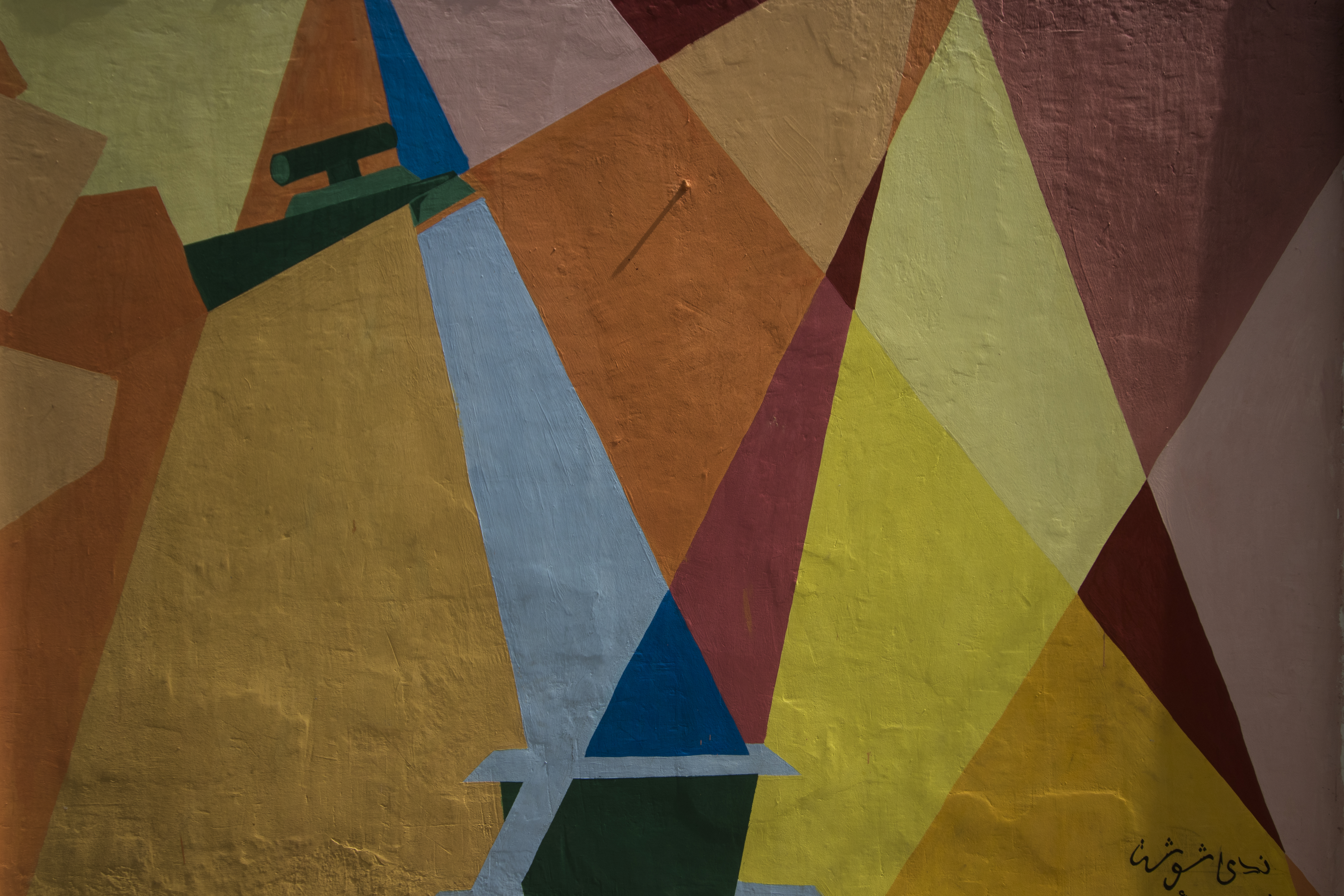
جدارية بمدينة أصيلة بالمغرب

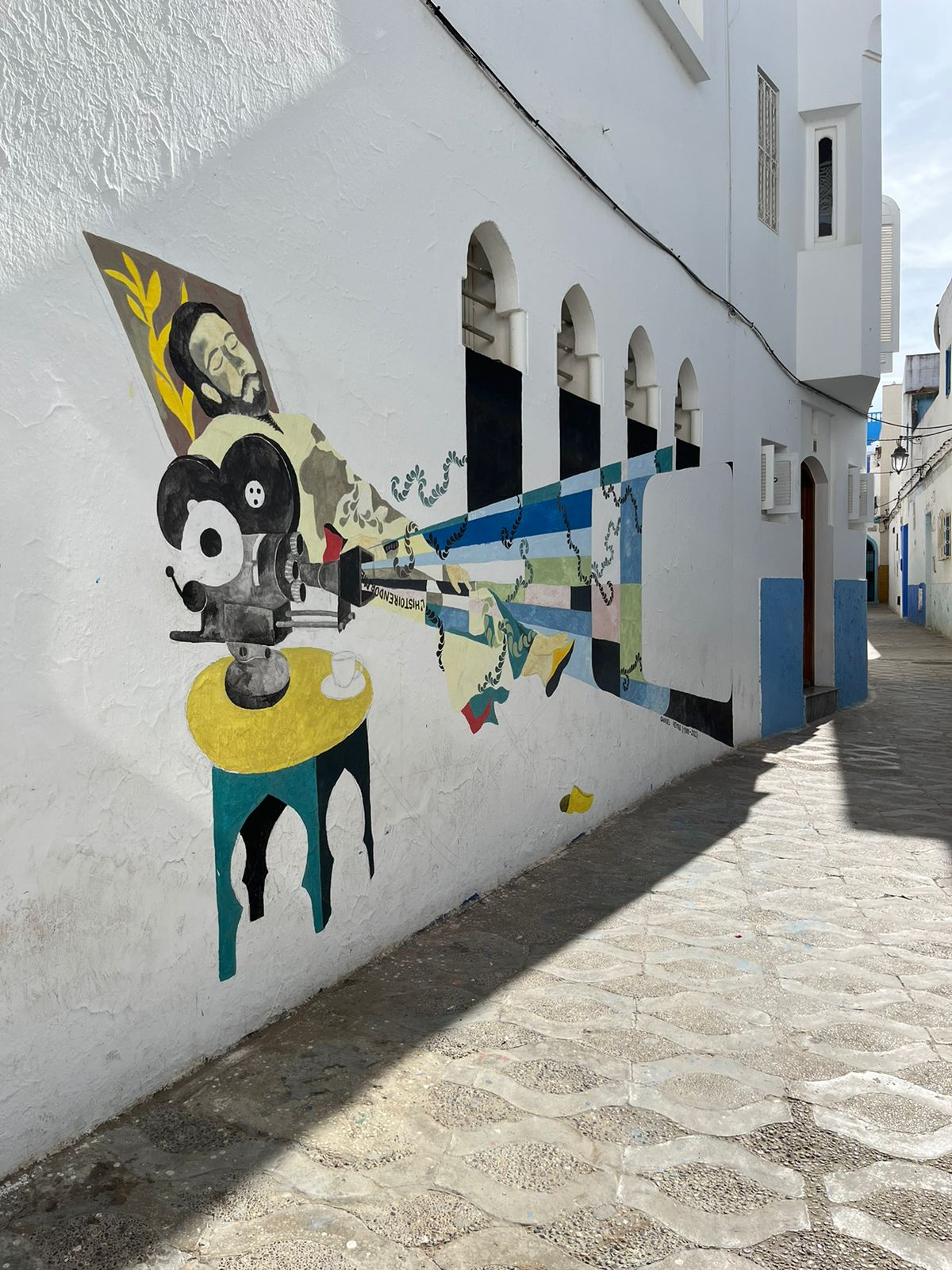
جدارية فنية بمدينة أصيلة المغرب

من أهم أشكال الجذب السياحي للمدينة مهرجان موسم أصيلة الدولي الذي يعم جميع المجالات كالأدب والموسيقى وفنون الرسم والنحت. وتتحول المدينة خلال هذا المهرجان الذي يستمر على مدى أسبوعين انطلاقا من السابع من شهر أغسطس وحتى الثاني والعشرين من نفس الشهر، إلى معرض فني مفتوح يستقطب الزوار والمبدعين والأدباء من شتى أنحاء العالم، كما تستضيف خلال كل موسم دولة كضيف شرف وتشارك هذه الدولة بمبدعيها وفنانيها في كل المجالات التي يعرفها المهرجان.
ويشرف على هذا المهرجان مؤسسة منتدى أصيلة والجامعة الصيفية: المعتمد بن عباد، وبعد نهاية المهرجان تظل المدينة متحفا مفتوحا لعرض أجمل الجداريات والمنحوتات المنشأة خلال الدورة الماضية وذلك لعام كامل وحتى الدورة المقبلة للمهرجان.
من أهم المعالم الحديثة خارج الأسوار، مكتبة الأمير بندر بن سلطان التي تم افتتاحها رسميا ضمن فعاليات ملتقى أصيلة الأول لسينما جنوب ـ جنوب في صيف 2004، وهي بناية رائعة مزودة بأحدث الأجهزة السمعية البصرية وتتوفر على قاعة سينمائية وأخرى للمطالعة وأخرى للندوات الثقافية التي تعقد طيلة أيام المهرجان، وما زالت مدينة أصيلة إلى حد الآن تعيد تهيئة فضاءاتها لتساير طموحاتها في أن تصبح عاصمة للثقافة العربية بامتياز، حيث الأشغال الآن جارية لتهييء ساحة محمد الخامس بتصميم جديد.

## أعلام ومشاهير المدينة

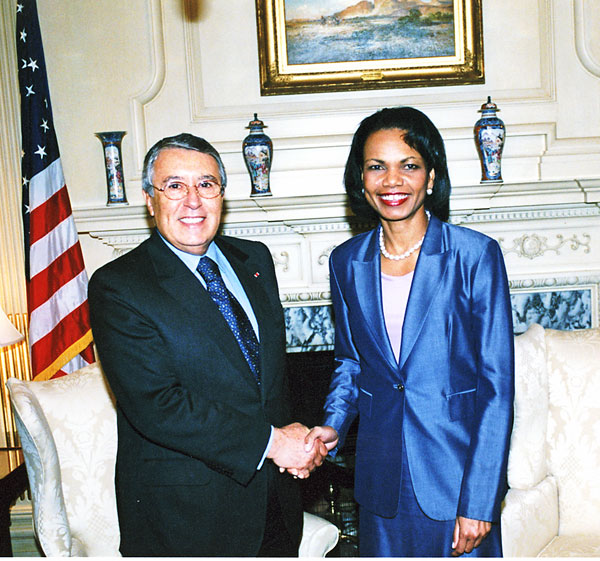
وزير الخارجية السابق محمد ابن عيسى

أنجبت مدينة أصيلة عدة شخصيات في مجال السياسة والفن والصحافة، على رأسهم:
- الأديب والشاعر: أحمد عبد السلام البقالي
- السياسي ووزير الخارجية المغربي السابق: محمد ابن عيسى
- الفنان التشكيلي والنحات: محمد المليحي
- الشاعر والإعلامي: محمد البوعناني
- الإعلامي والصحافي المغربي : محمد واموسي
- الشاعر: المهدي أخريف
- الناقد: يحيى ابن الوليد
- المؤرخ: أسامة الزكاري
- الكاتب والفنان التشكيلي: محمد أمين المليحي
- الفنان التشكيلي: عبد الرحمن ملوك
- الفنانة التشكيلية: نرجس الجباري
- الفقية وعالم الحديث: عبد الله الأصيلي
- الممثلة: نورا الصقلي

## معرض الصور

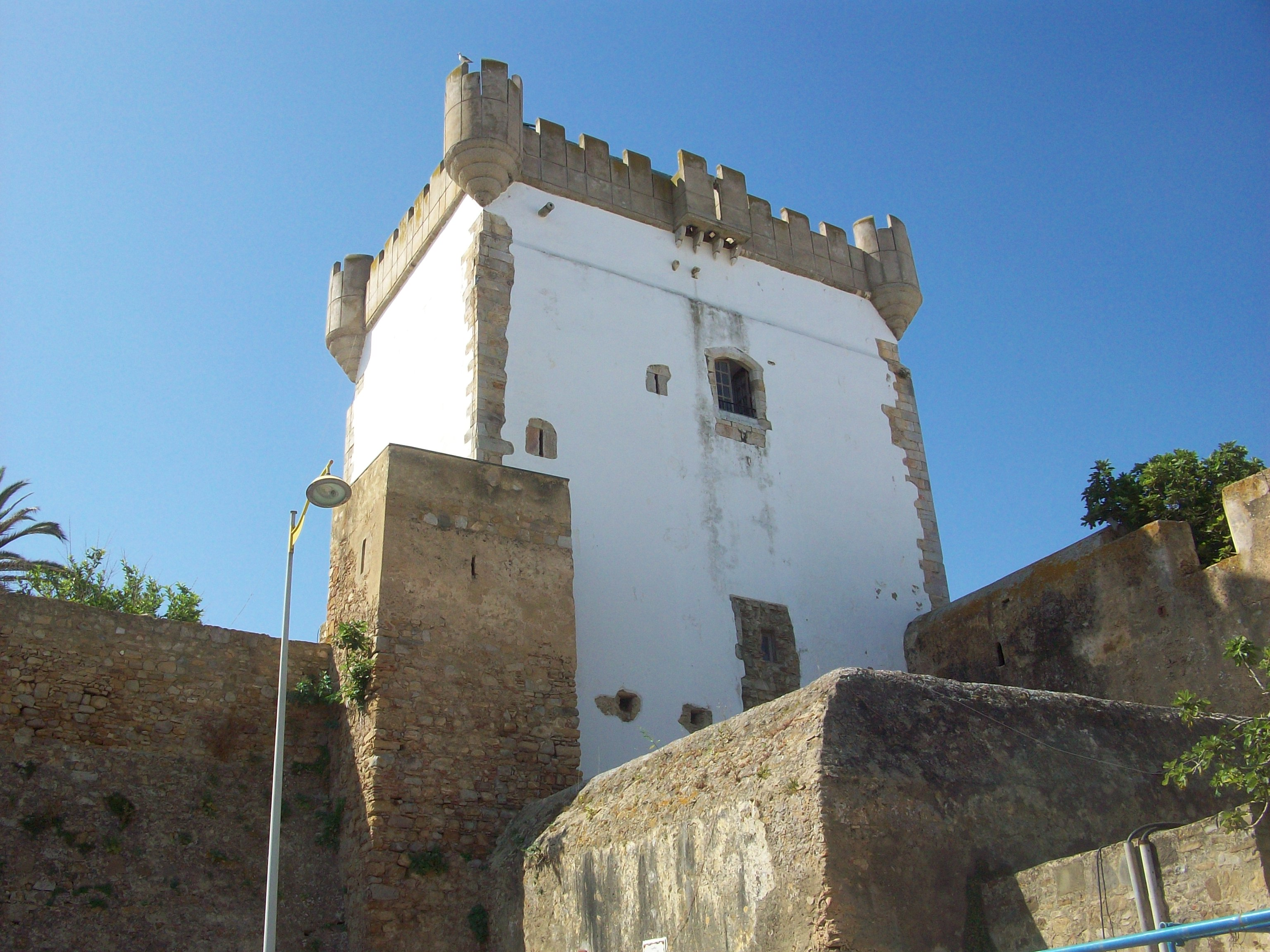
برج القمرة
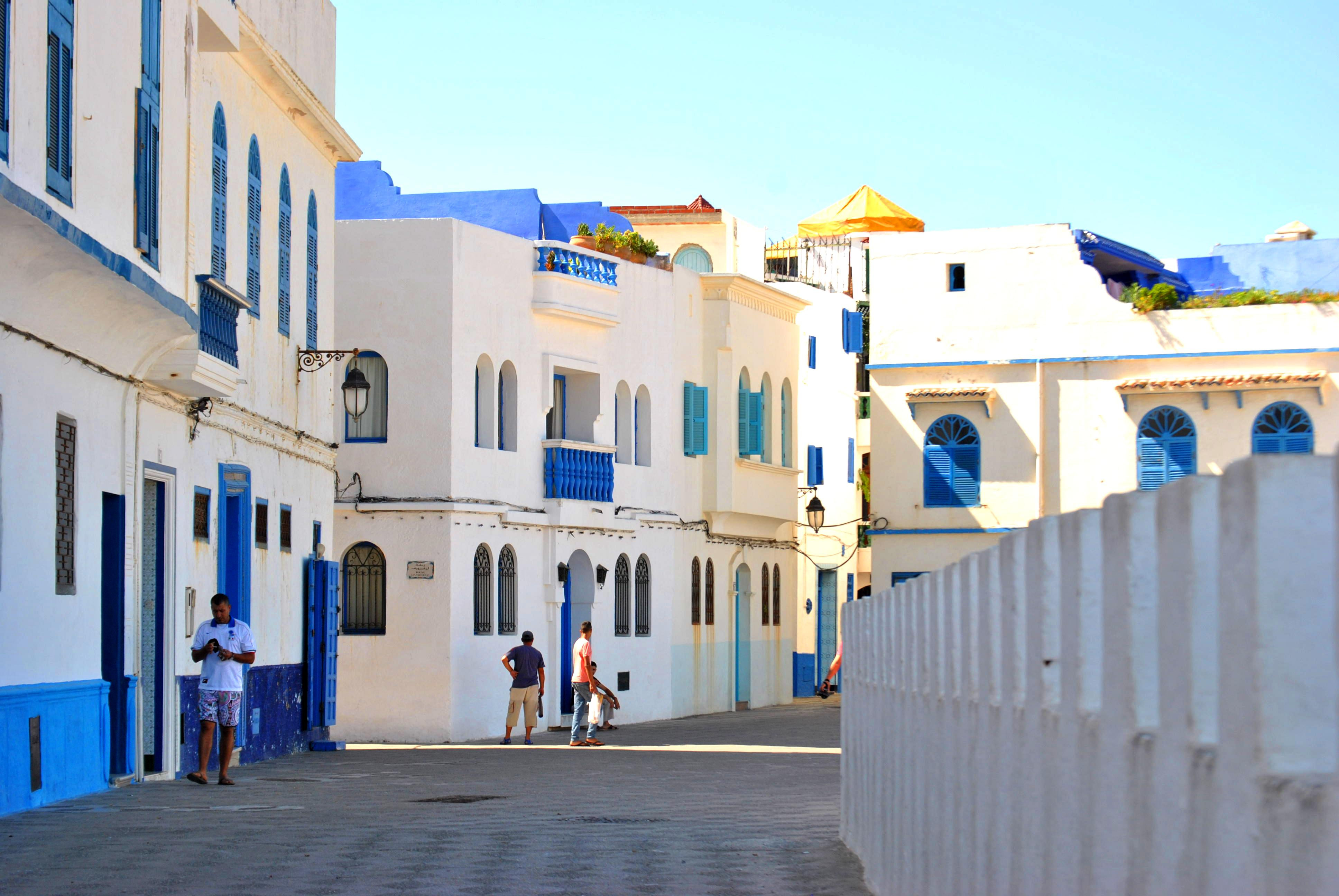
شوارع اصيلة
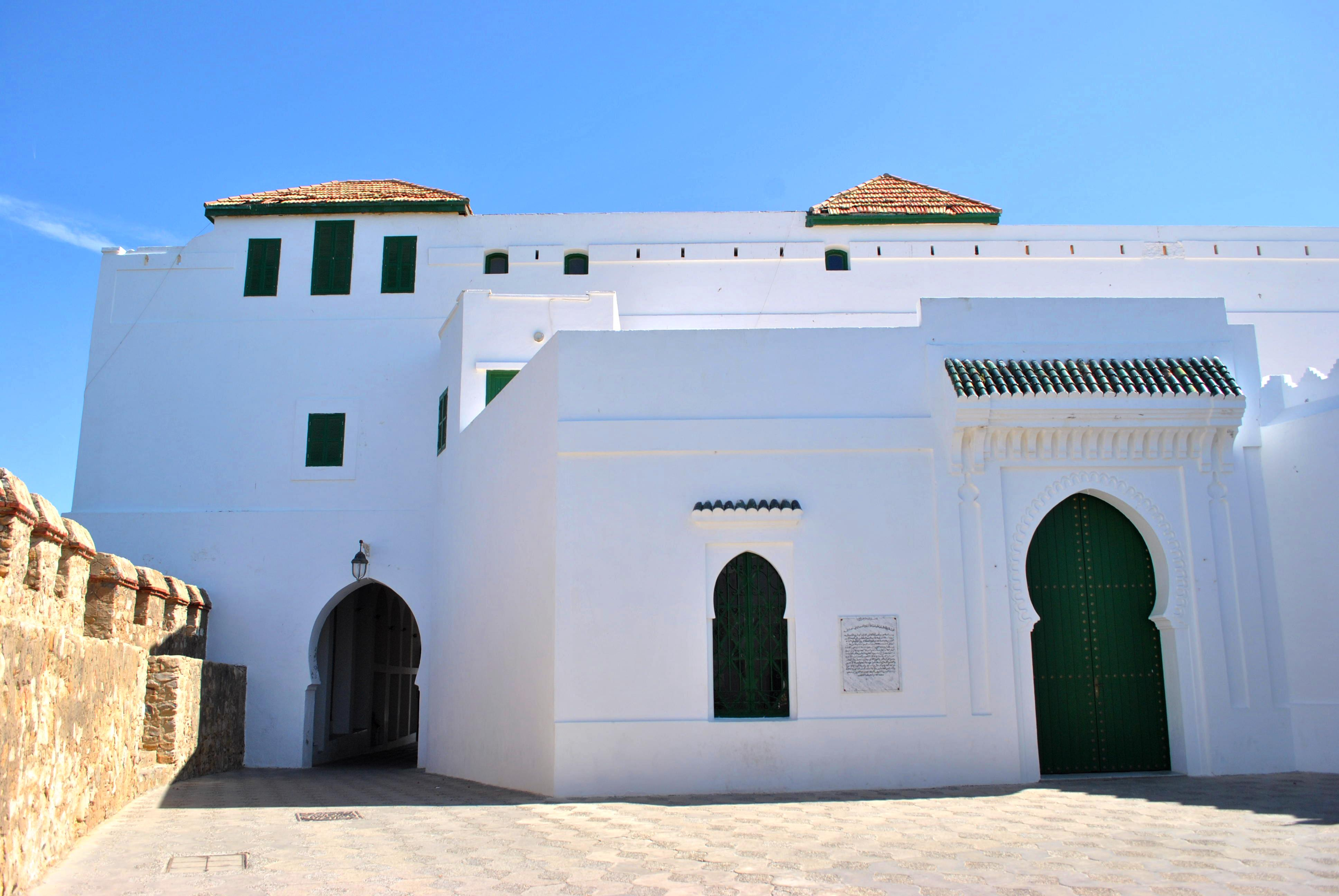
قصر الامير الريسوني
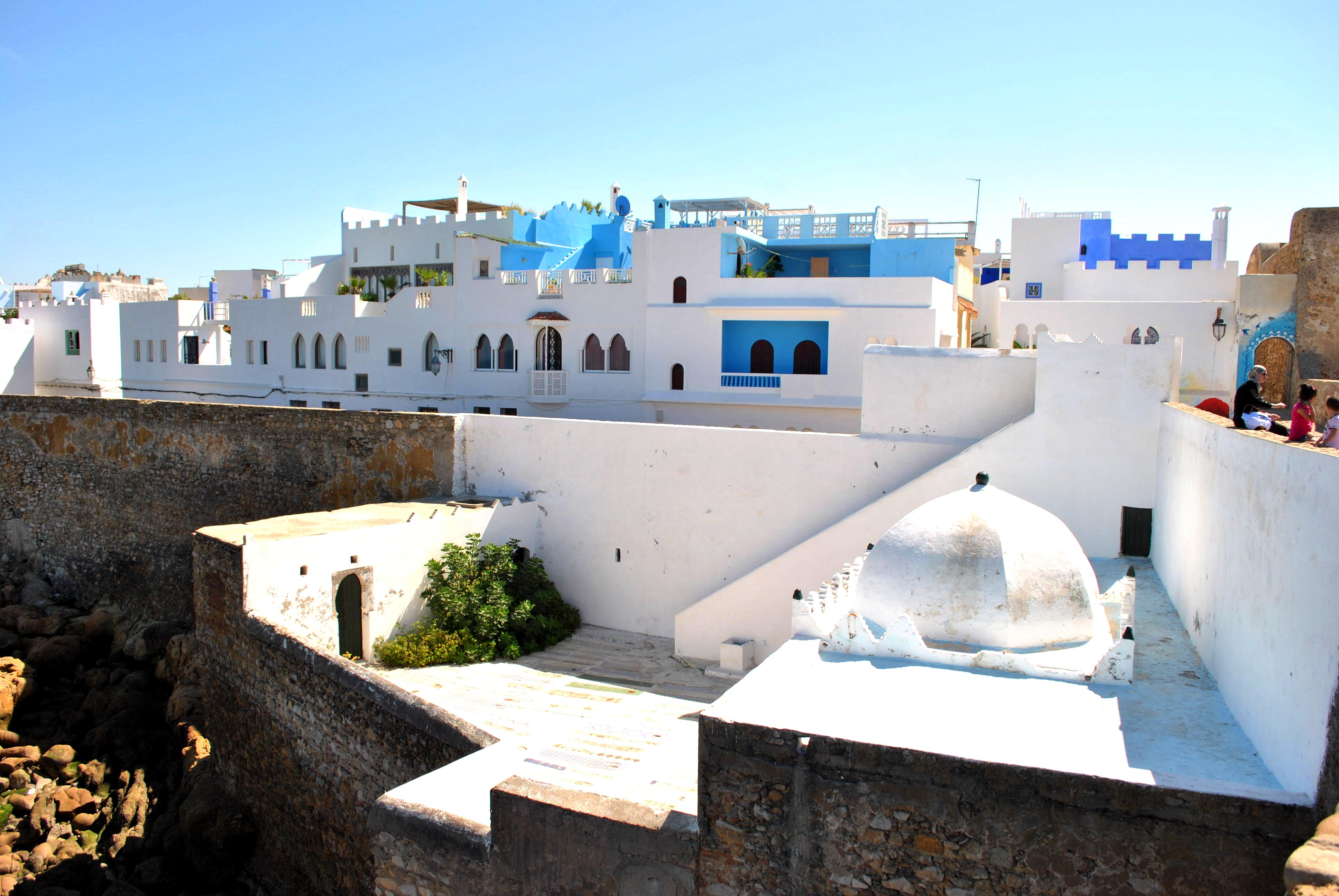
المدينة القديمة
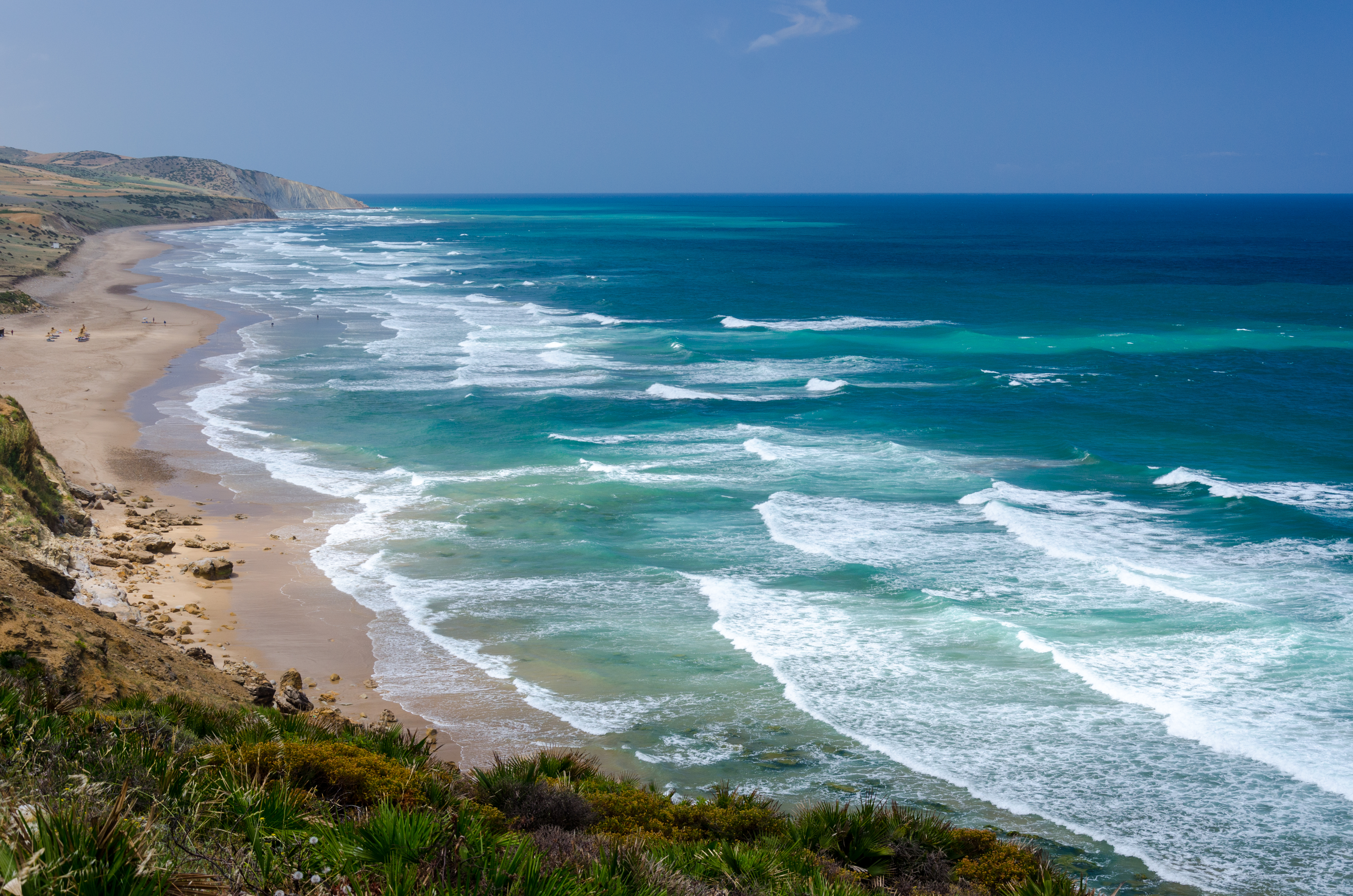
شاطئ كهف الحمام
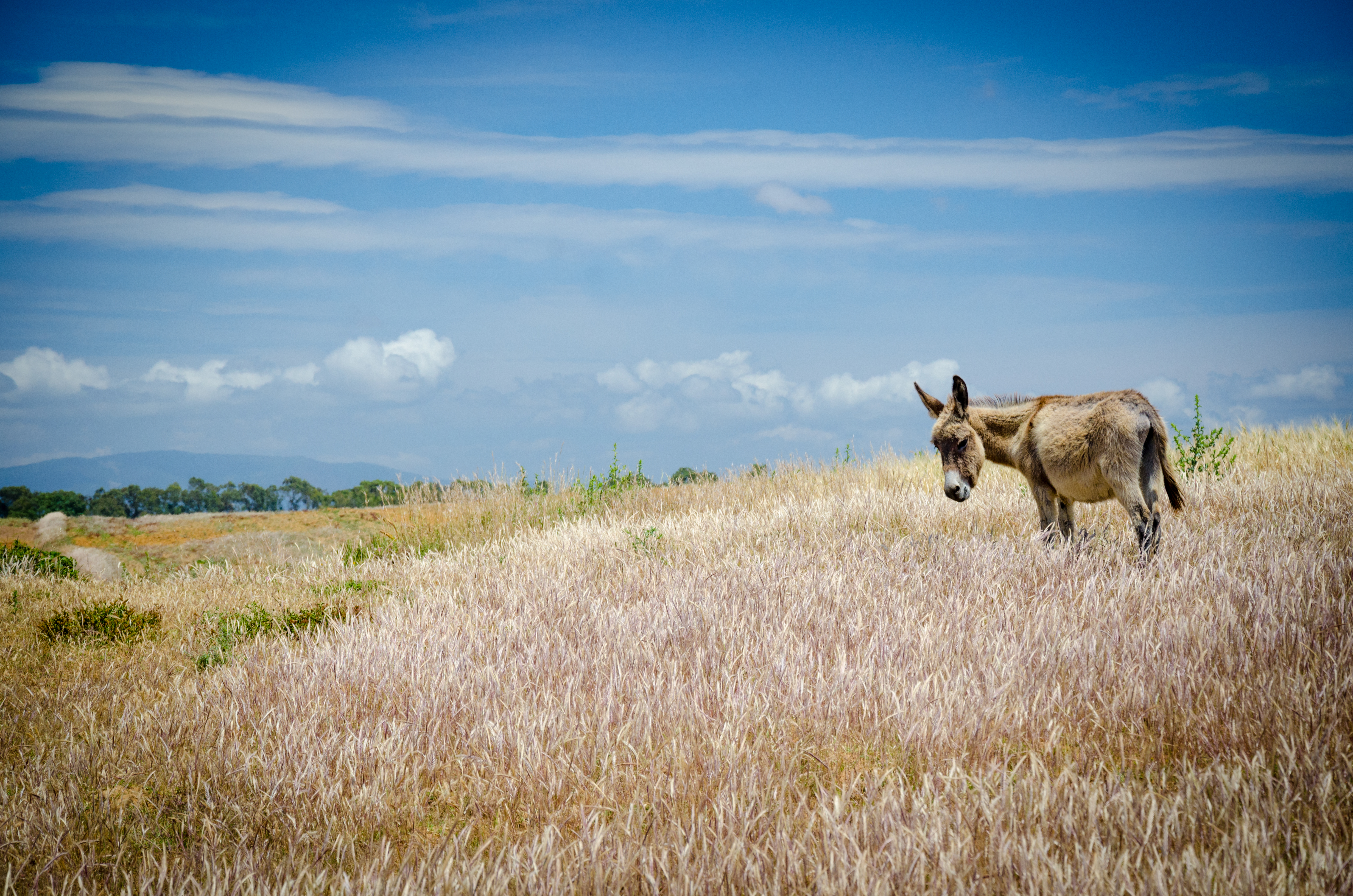
الحقول بمدشر الدغاليين ضواحي اصيلة
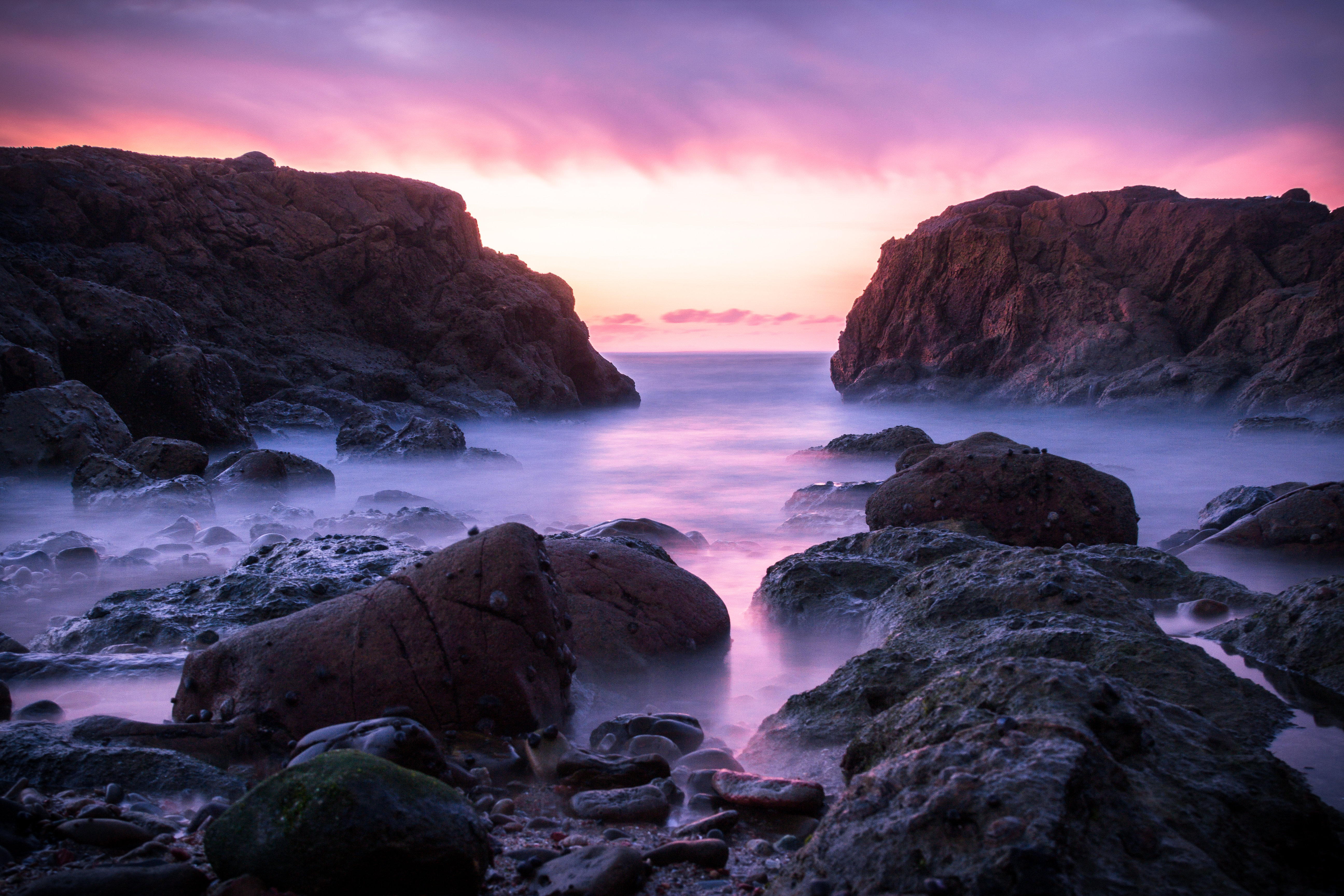
الشواطئ الصخرية باصيلة
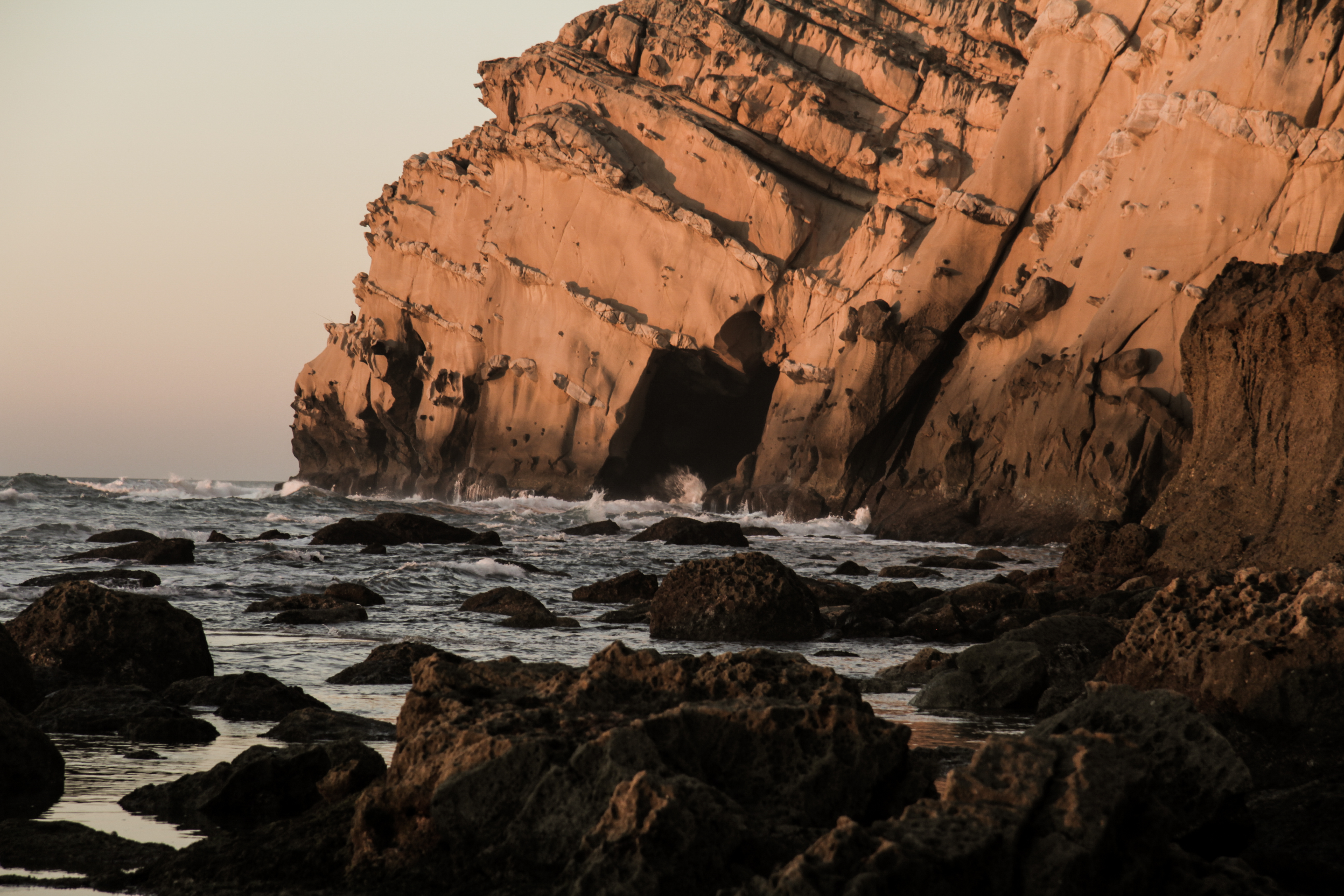
كهف الحمام
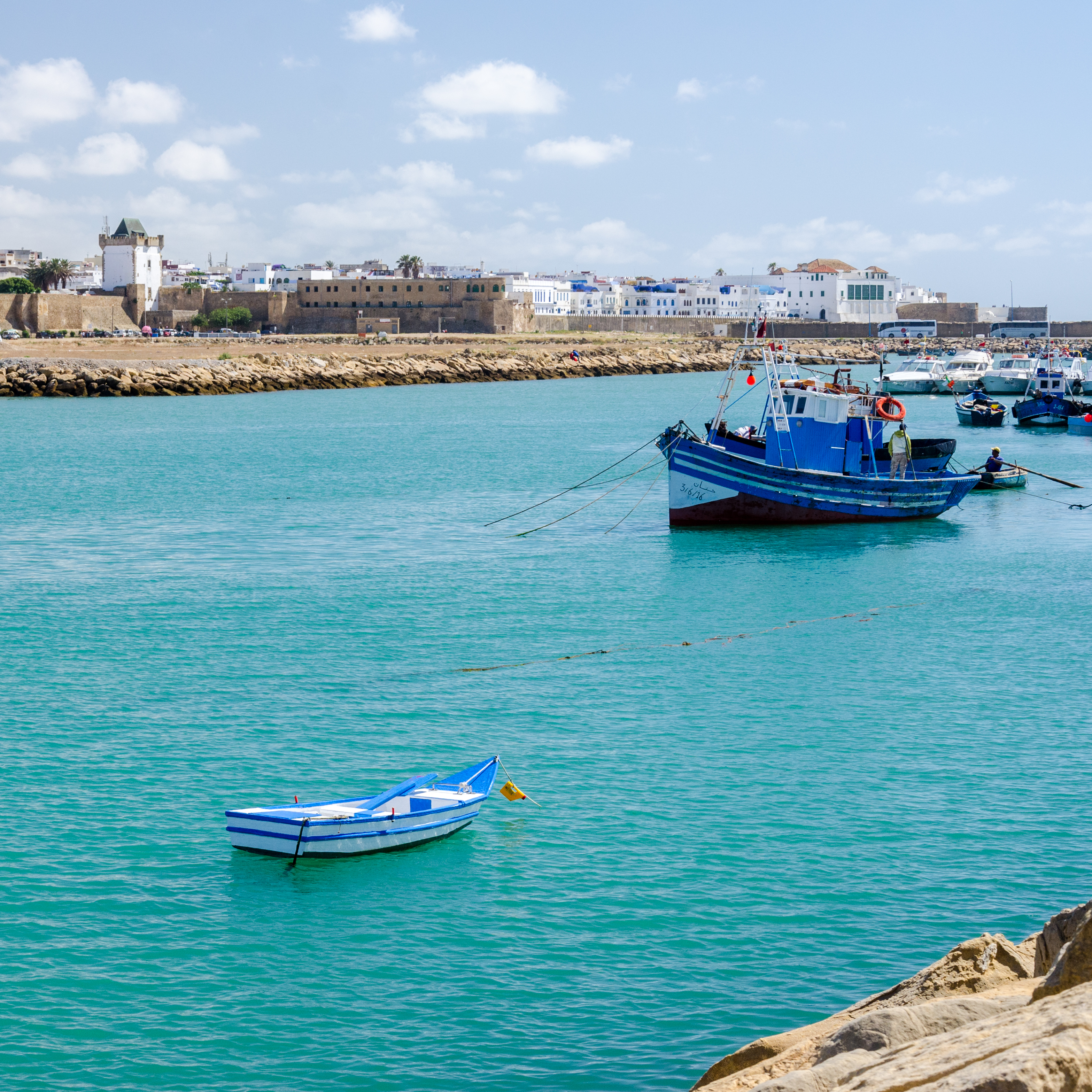
الميناء
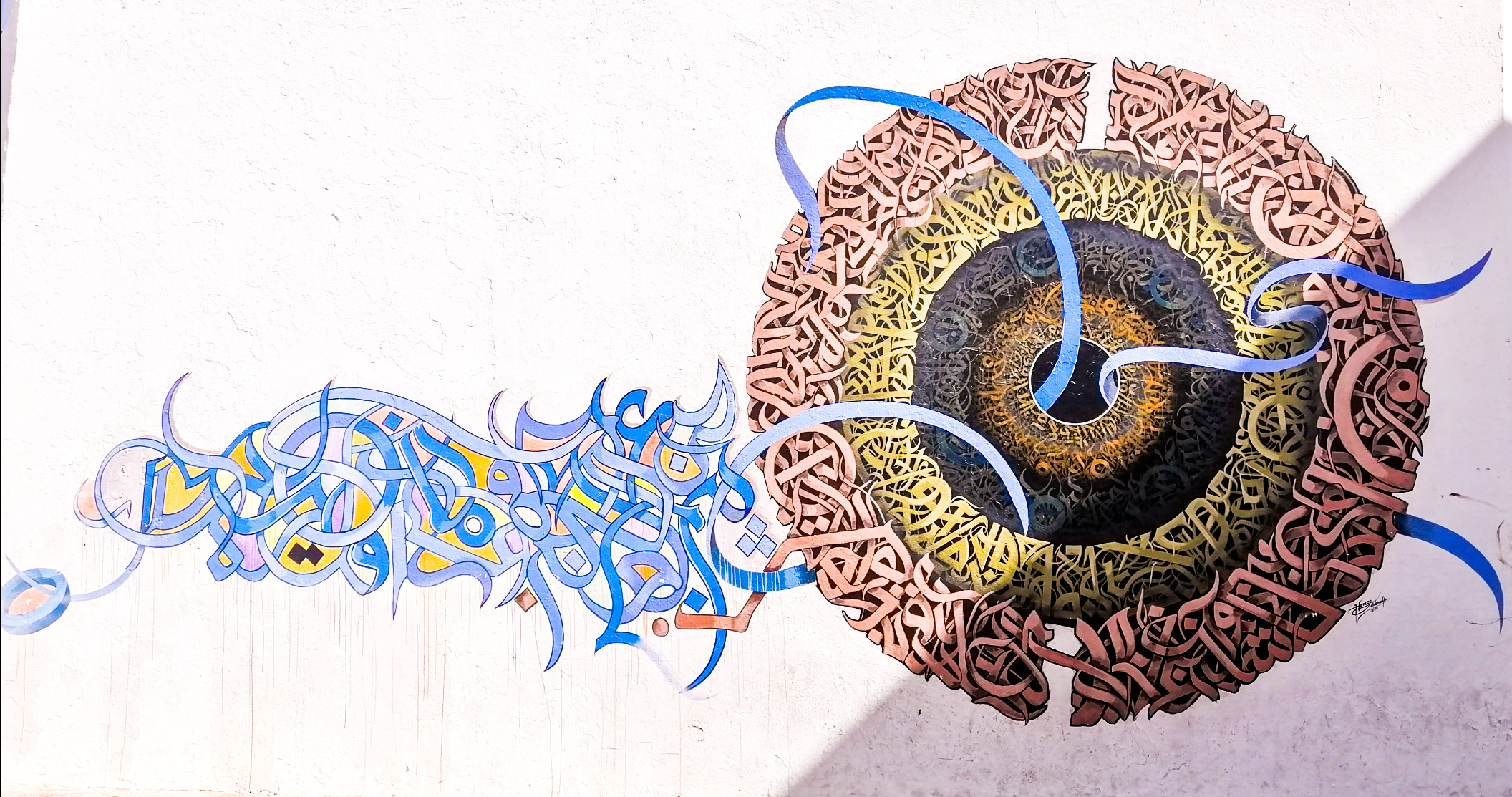
جدارية
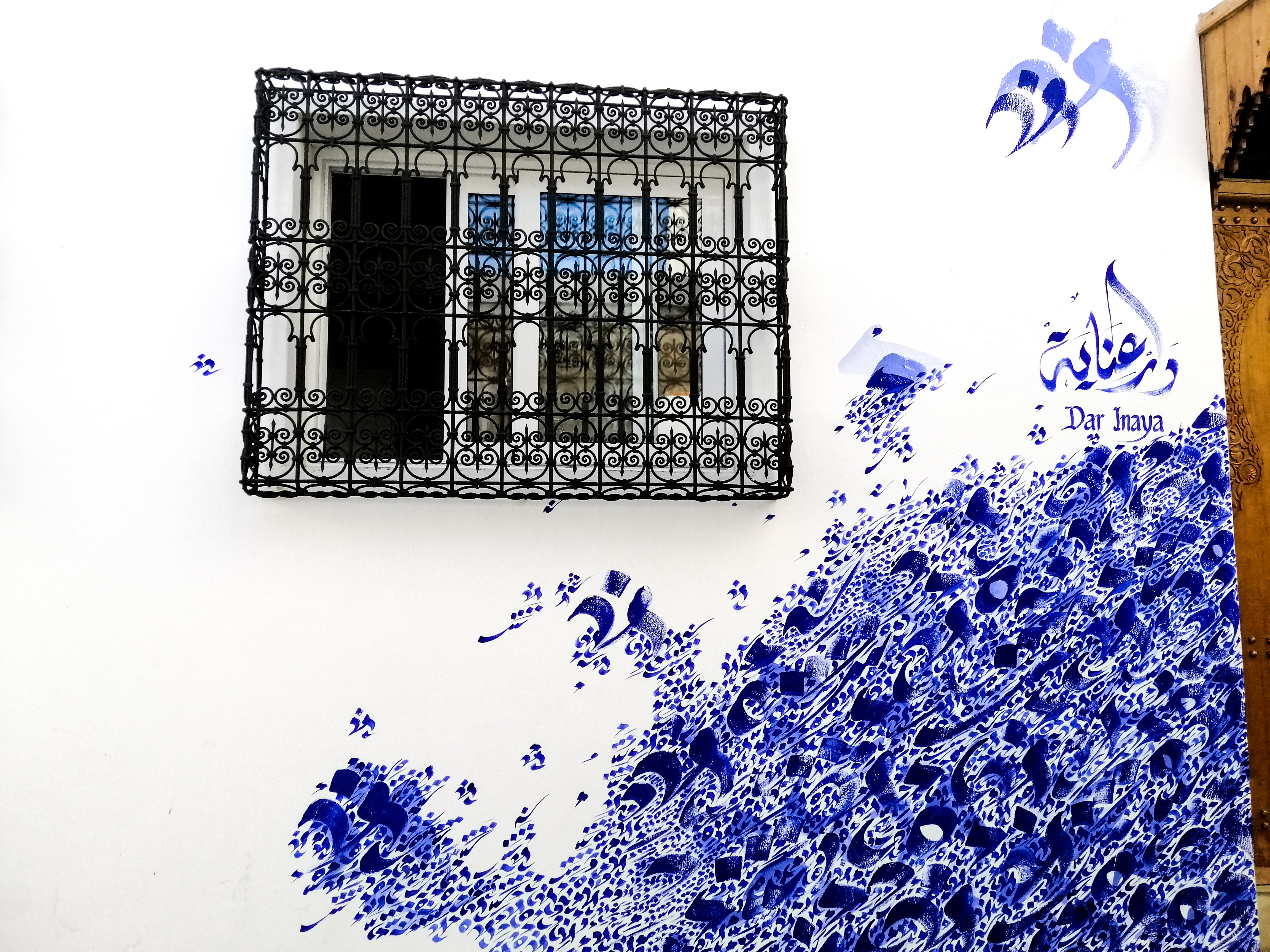
جدارية
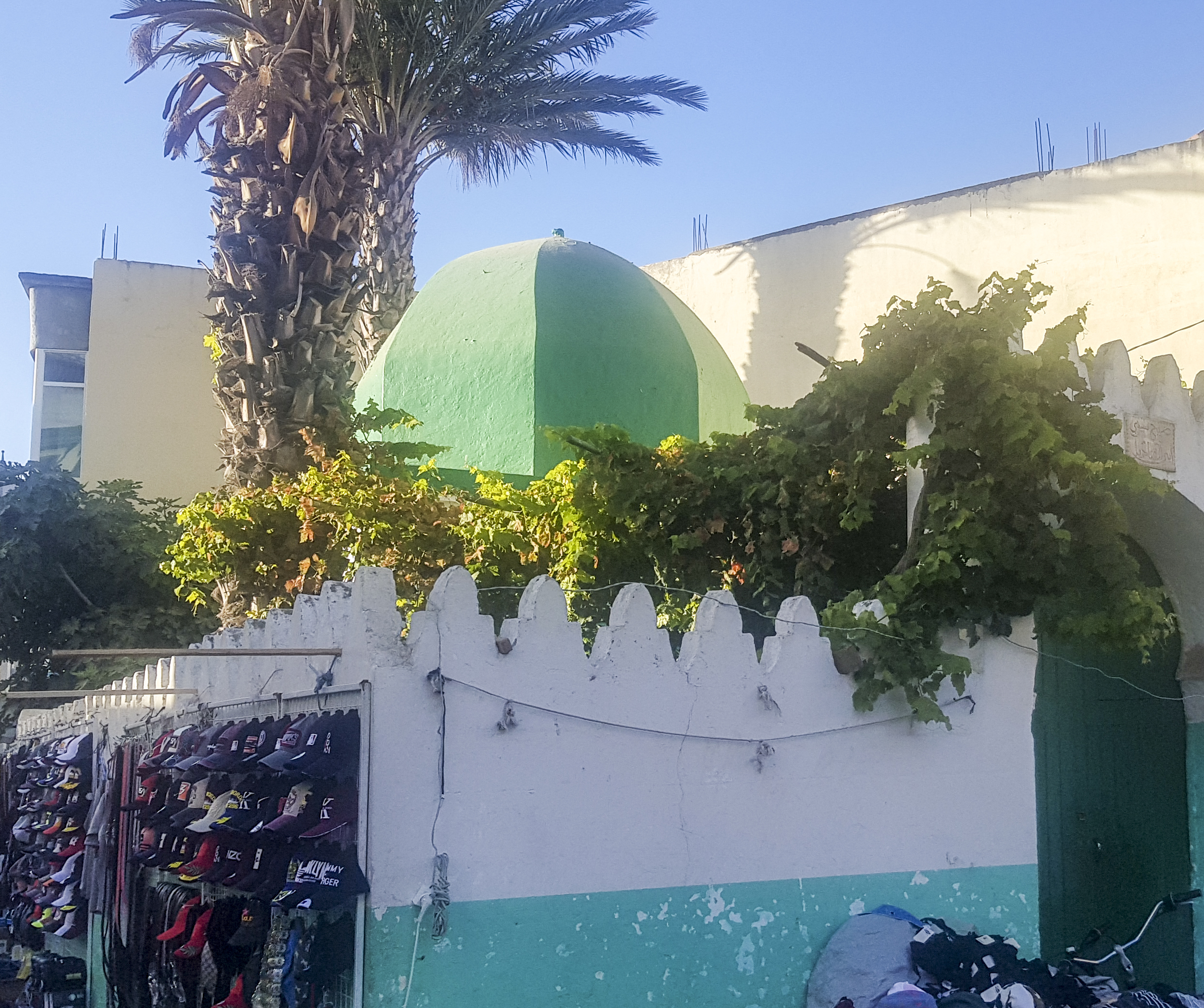
ضريح سيدي بوقنادل بمدينة أصيلة
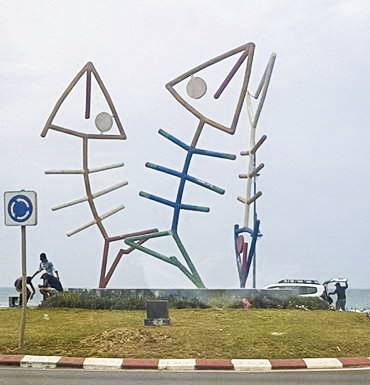
مجسم بمدخل مدينة أصيلة
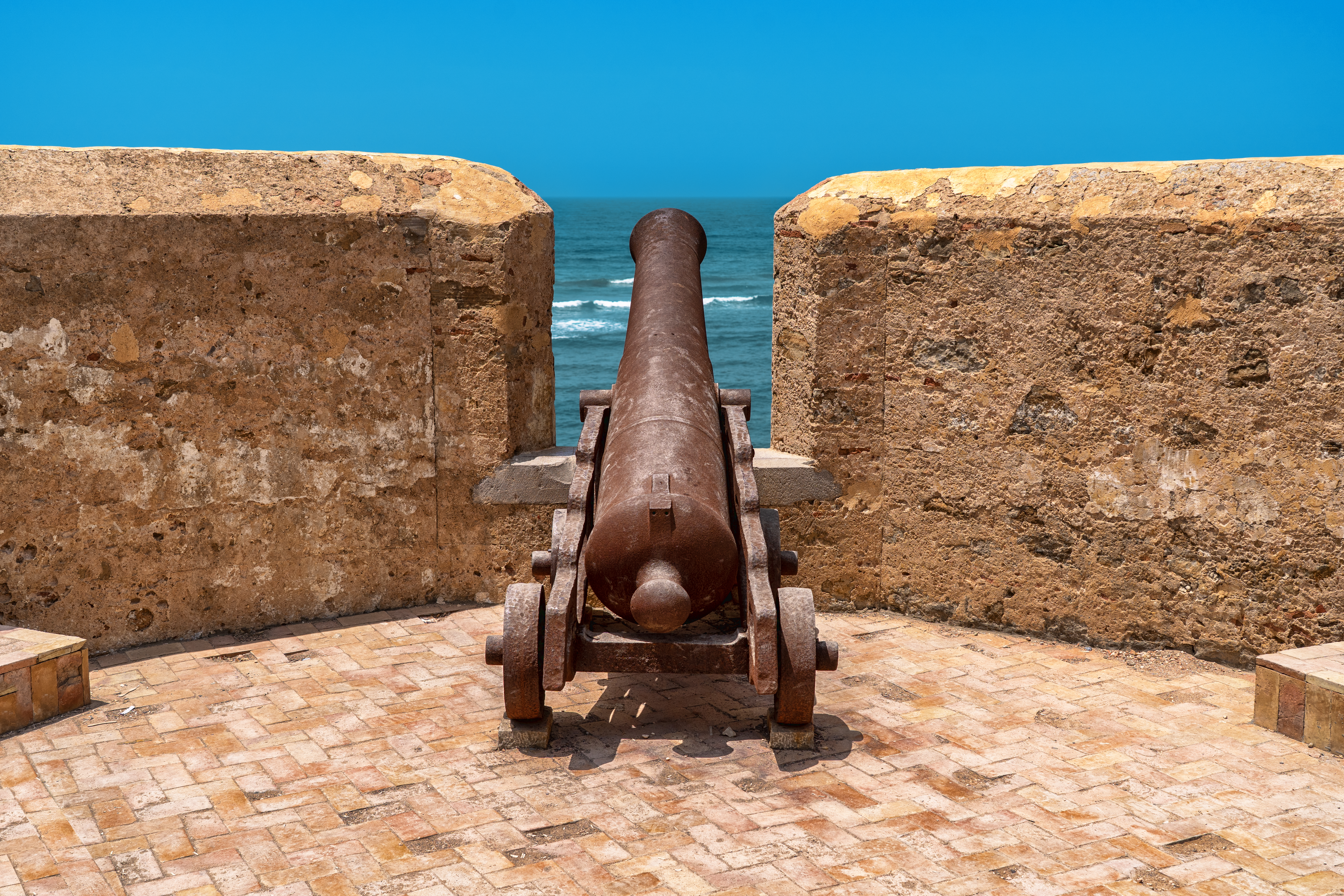
مدفع عتيق في برج سيدي ميمون التاريخي بمدينة أصيلة المغربية

## التوأمة
- سينترا، البرتغال منذ 2006.

وقعت اتفاقية التوأمة في 05 غشت 2006، بمدينة أصيلة، وقد وقع الاتفاقية عن الجانب المغربي محمد بن عيسى رئيس مجلس بلدية أصيلة وعن الجانب البرتغالي فرناندو روبيرتو سيارا عمدة مدينة سينترا.
- أوبيدوس، البرتغال.

## وصلات خارجية
- صحيفة الأحداث المغربية[وصلة مكسورة]
- بوابة أصيلة الإلكترونية
- أجمل صور المدينة في البوم
- موسم أصيلة لمسة السحر استطلاع مصور من مجلة العربي.
- كنال أصيلة موقع اخباري بمدينة أصيلة